# Figeac
Figeac est une commune française, sous-préfecture du département du Lot, en région Occitanie. Elle est située à l'est du causse de Gramat, le plus vaste et le plus sauvage des quatre causses du Quercy. Exposée à un climat océanique altéré, elle est drainée par le Célé, le Drauzou, le ruisseau de Planioles et divers petits cours d'eau. La commune possède un patrimoine naturel remarquable composé de cinq zones naturelles d'intérêt écologique, faunistique et floristique.
La commune est le centre de l'aire urbaine de Figeac, qui compte 26 200 habitants, et de la Communauté de communes Grand-Figeac regroupant un peu plus de 43 560 habitants. C'est aussi la commune-centre de l'aire d'attraction et le chef-lieu de l'arrondissement de Figeac, ainsi que le bureau centralisateur pour les différents cantons. Figeac se classe dans les trois communes urbaines du département avec Cahors et Pradines.
Durant l'été, la commune est une des villes les plus visitées de la région Occitanie, ce qui lui vaut le label « Grand Site d'Occitanie ». Figeac est également labellisée « French Impact » et « ville d'art et d'histoire ». La ville de Figeac a reçu la croix de guerre avec étoile de vermeil, et la cité est souvent classée dans Les Plus Beaux Détours de France. Elle accueille un Institut universitaire de technologie (IUT) regroupant plusieurs grands bâtiments sur les hauteurs de la ville.

## Géographie

### Localisation
Commune du Lot située dans le Massif central au débouché de l'Auvergne et du Haut Quercy. Cette commune est proche de l'Aveyron et du Cantal. C'est une des deux sous-préfectures du département, elle est aussi au centre de l'unité urbaine de Figeac et de l'aire urbaine de Figeac.

### Communes limitrophes
Les communes limitrophes sont Béduer, Camboulit, Camburat, Capdenac, Faycelles, Lissac-et-Mouret, Lunan, Planioles et Viazac.
| Camburat, Lissac-et-Mouret | Planioles | Viazac   |
| Camboulit                  | Figeac    | Lunan    |
| Béduer                     | Faycelles | Capdenac |

### Géologie et relief
La superficie de la commune est de 3 516 hectares ; son altitude varie de 170  à   451 mètres.

### Hydrographie
La commune est arrosée par le Célé et ses affluents le Ruisseau de Planioles et le Drauzou.

### Climat
Pour des articles plus généraux, voir Climat de l'Occitanie et Climat du Lot.
En 2010, le climat de la commune est de type climat océanique altéré, selon une étude s'appuyant sur une série de données couvrant la période 1971-2000. En 2020, Météo-France publie une typologie des climats de la France métropolitaine dans laquelle la commune est dans une zone de transition entre le climat océanique altéré et le climat de montagne ou de marges de montagne et est dans la région climatique  Ouest et nord-ouest du Massif Central, caractérisée par une pluviométrie annuelle de 900 à 1 500 mm, maximale en automne et en hiver.
Pour la période 1971-2000, la température annuelle moyenne est de 13,2 °C, avec une amplitude thermique annuelle de 16,4 °C. Le cumul annuel moyen de précipitations est de 953 mm, avec 11,1 jours de précipitations en janvier et 6,1 jours en juillet. Pour la période 1991-2020, la température moyenne annuelle observée sur la station météorologique la plus proche, située sur la commune de Faycelles à 6 km à vol d'oiseau, est de 13,1 °C et le cumul annuel moyen de précipitations est de 806,2 mm,. Pour l'avenir, les paramètres climatiques de la commune estimés pour 2050 selon différents scénarios d’émission de gaz à effet de serre sont consultables sur un site dédié publié par Météo-France en novembre 2022.

### Milieux naturels et biodiversité
L’inventaire des zones naturelles d'intérêt écologique, faunistique et floristique (ZNIEFF) a pour objectif de réaliser une couverture des zones les plus intéressantes sur le plan écologique, essentiellement dans la perspective d’améliorer la connaissance du patrimoine naturel national et de fournir aux différents décideurs un outil d’aide à la prise en compte de l’environnement dans l’aménagement du territoire.
Deux ZNIEFF de type 1 sont recensées sur la commune :
les « bois de Felzins et des Rouquettes, Roc de Gor et cours du Célé attenant » (332 ha), couvrant 4 communes du département et 
la « rivière Célé » (1 383 ha), couvrant 15 communes du département
et trois ZNIEFF de type 2, : 
- la « basse vallée du Célé » (4 063 ha), couvrant 15 communes du département[12] ;
- la « Moyenne vallée du Lot » (7 893 ha), couvrant 36 communes dont huit dans l'Aveyron et 28 dans le Lot[13] ;
- le « Ségala lotois : bassin versant du Célé » (12 535 ha), couvrant 28 communes dont six dans le Cantal et 22 dans le Lot[14].

Carte des ZNIEFF de type 1 et 2 à Figeac.
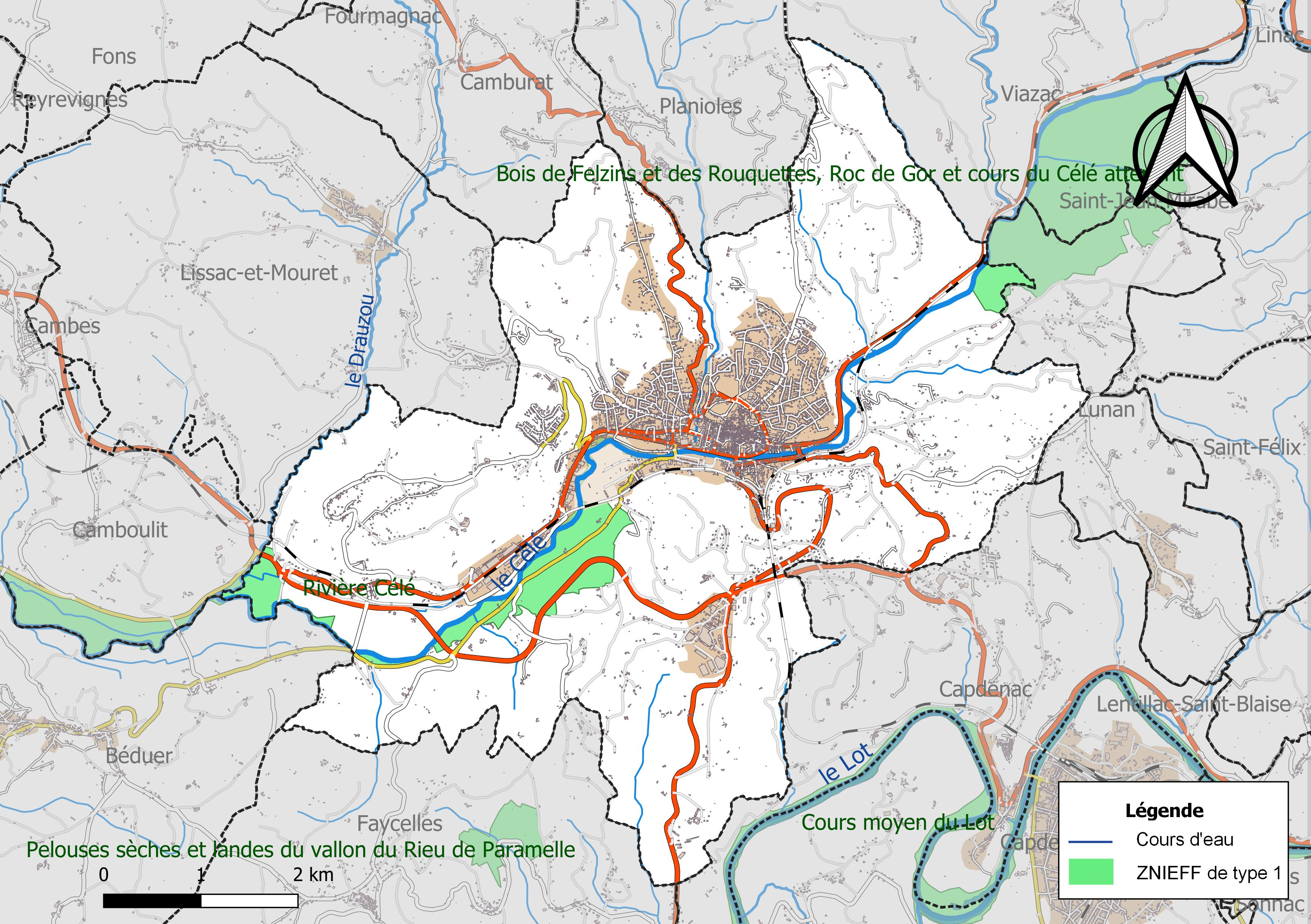
Carte des ZNIEFF de type 1 sur la commune.
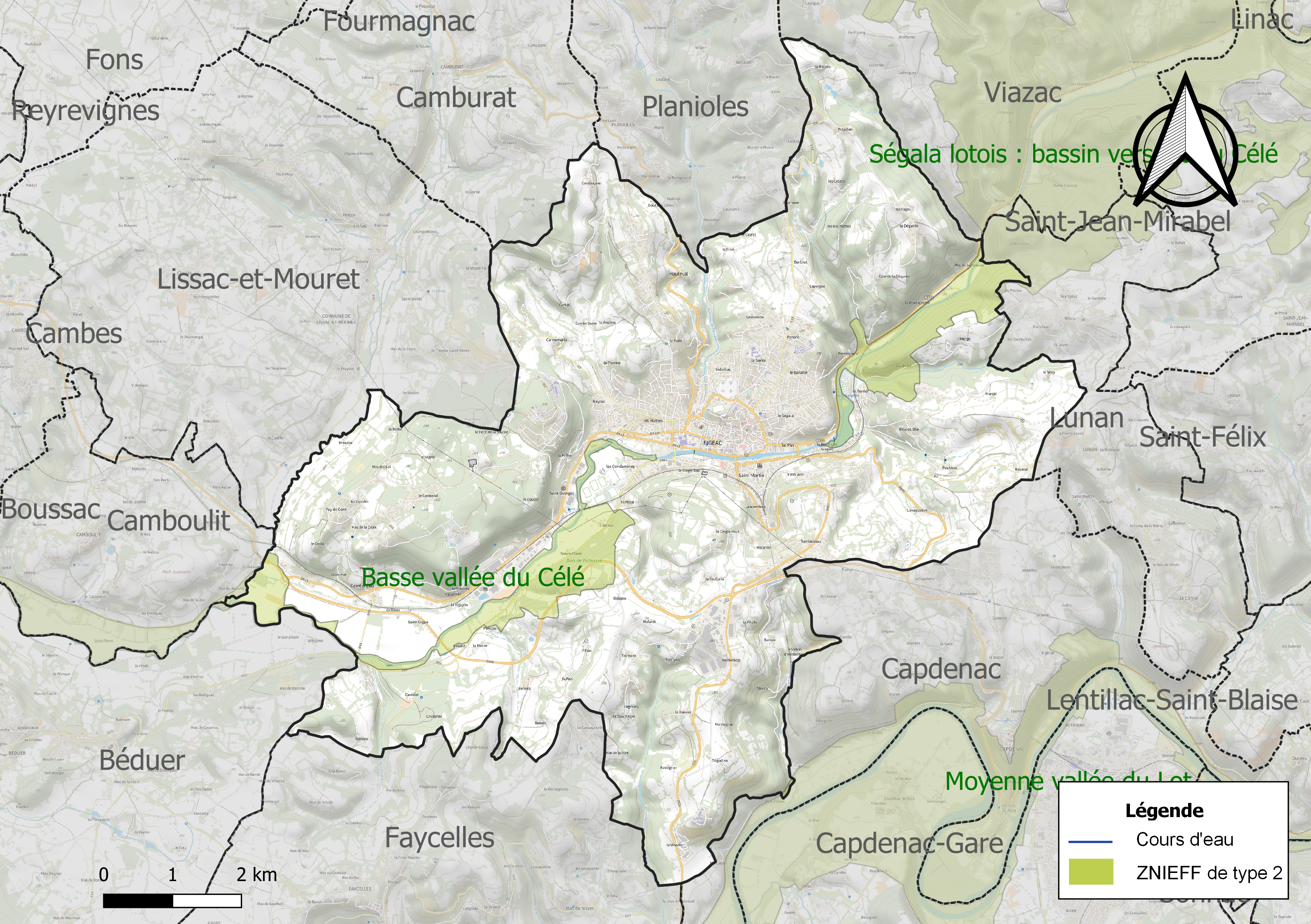
Carte des ZNIEFF de type 2 sur la commune.

## Urbanisme

### Typologie
Au 1er janvier 2024, Figeac est catégorisée petite ville, selon la nouvelle grille communale de densité à sept niveaux définie par l'Insee en 2022.
Elle appartient à l'unité urbaine de Figeac, une agglomération intra-départementale regroupant six  communes, dont elle est ville-centre,,. Par ailleurs la commune fait partie de l'aire d'attraction de Figeac, dont elle est la commune-centre,. Cette aire, qui regroupe 59 communes, est catégorisée dans les aires de moins de 50 000 habitants,.

### Occupation des sols
L'occupation des sols de la commune, telle qu'elle ressort de la base de données européenne d’occupation biophysique des sols Corine Land Cover (CLC), est marquée par l'importance des territoires agricoles (59,9 % en 2018), en diminution par rapport à 1990 (64 %). La répartition détaillée en 2018 est la suivante : 
prairies (46,3 %), forêts (24,9 %), zones agricoles hétérogènes (10 %), zones urbanisées (9,2 %), terres arables (3,7 %), zones industrielles ou commerciales et réseaux de communication (3,4 %), milieux à végétation arbustive et/ou herbacée (1,7 %), espaces verts artificialisés, non agricoles (0,9 %). L'évolution de l’occupation des sols de la commune et de ses infrastructures peut être observée sur les différentes représentations cartographiques du territoire : la carte de Cassini (XVIIIe siècle), la carte d'état-major (1820-1866) et les cartes ou photos aériennes de l'IGN pour la période actuelle (1950 à aujourd'hui).

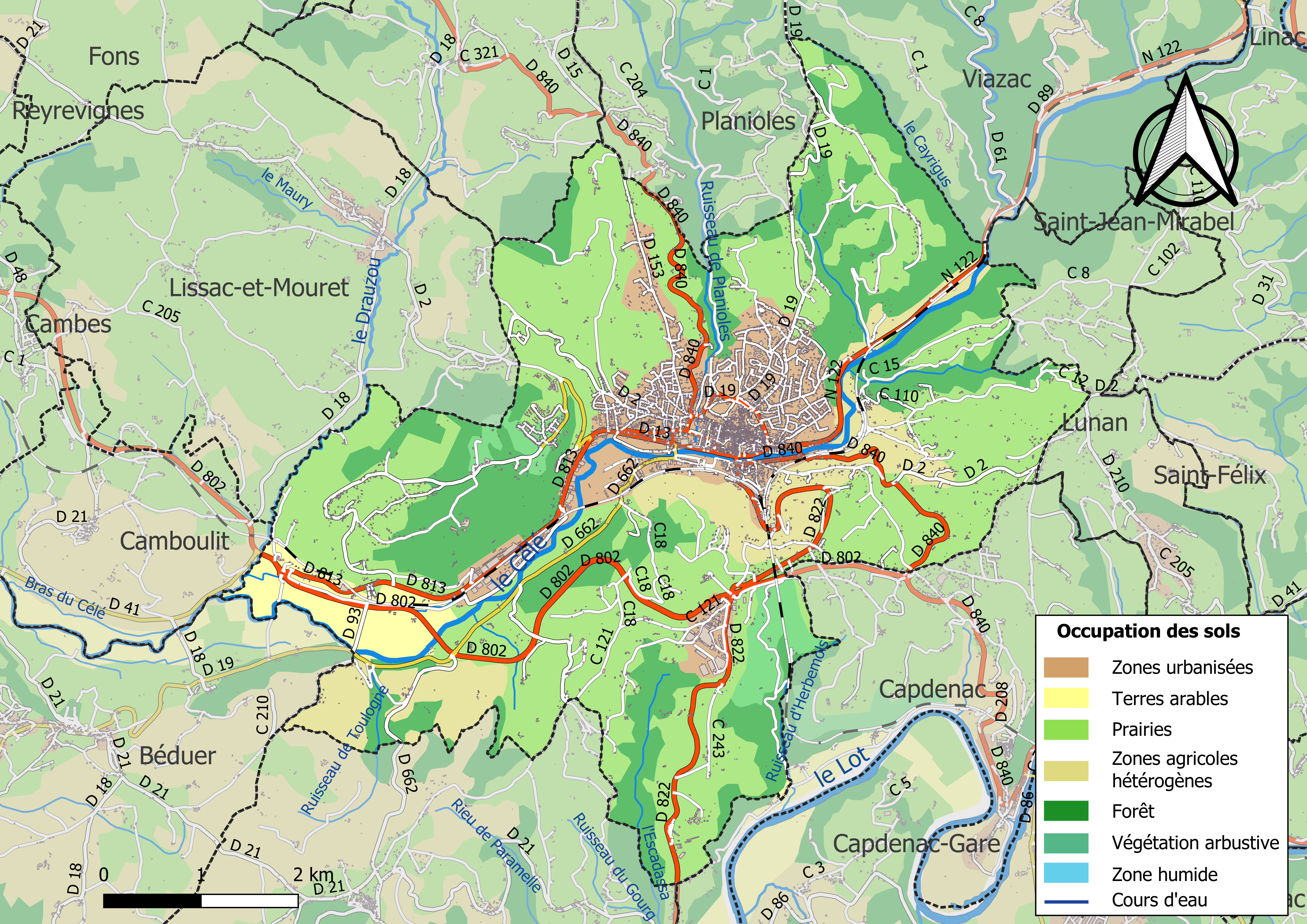
Carte des infrastructures et de l'occupation des sols de la commune en 2018 (CLC).

### Voies de communication et transports
Lignes de chemin de fer

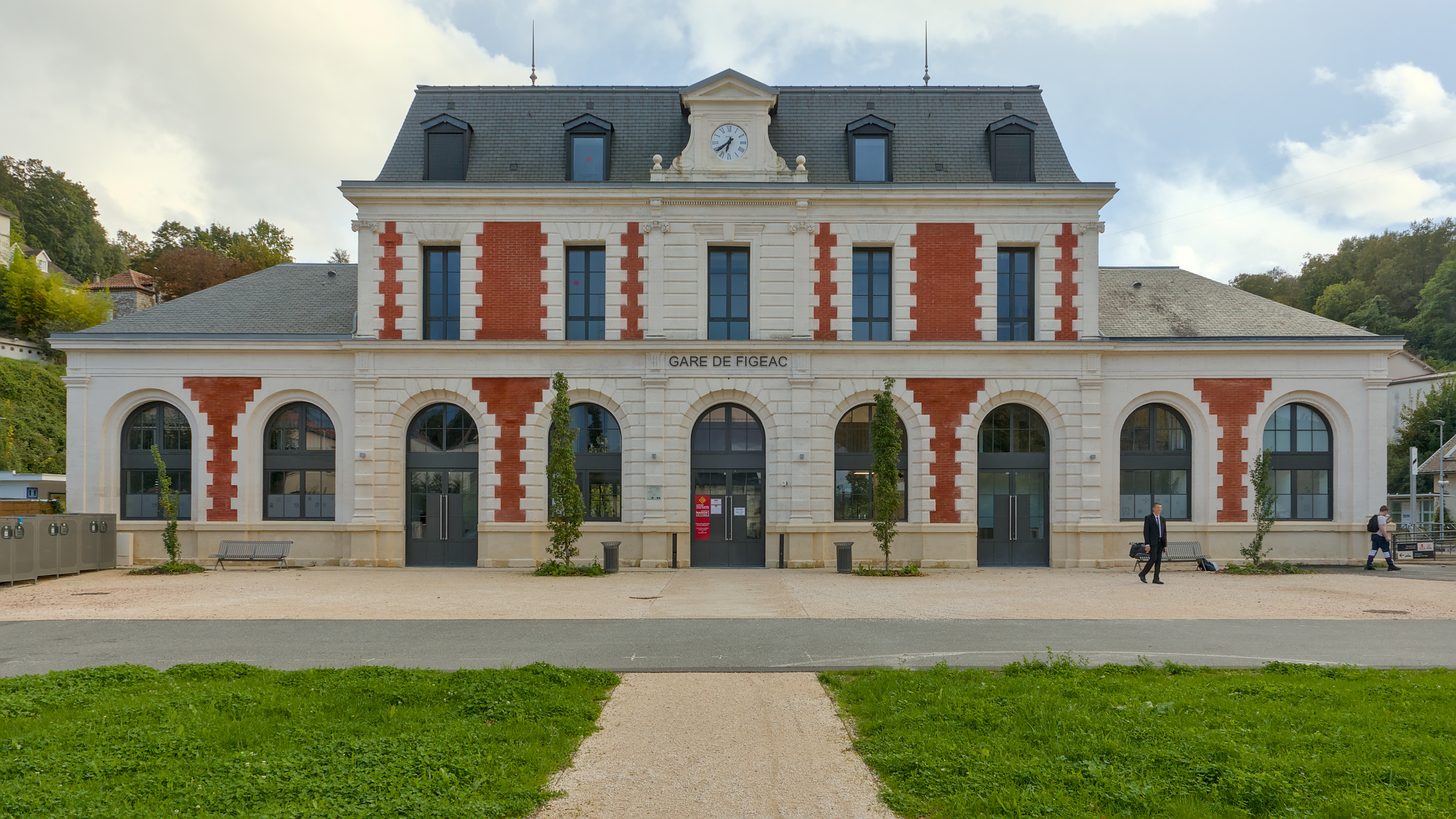
Bâtiment voyageurs de la gare de Figeac.

La gare de Figeac se trouve au croisement des deux lignes ferroviaires : Brive - Toulouse via Capdenac et Figeac - Arvant. À ce titre, trois liaisons du TER Occitanie y passent :
- Figeac - Aurillac ;
- Figeac - Toulouse ;
- Brive-la-Gaillarde - Rodez

Le train de nuit Paris - Rodez (prolongé à Albi les vendredis et les dimanches) dessert la ville également.
La gare de Figeac fut construite en 1862. Dans la nuit du mercredi 21 au jeudi 22 novembre 2018, le bâtiment voyageurs est ravagé par un incendie important, provoquant l'interruption du trafic pendant plusieurs semaines. Le projet de reconstruction est engagé par la région Occitanie et le 31 août 2023, la gare est inaugurée par Carole Delga, présidente de la Région Occitanie aux côtés de Claire Raulin, préfète du Lot, de Jean-Luc Gibelin, vice-président régional délégué aux transports, de Vincent Labarthe, vice-président régional et président de la Communauté de Communes du Grand Figeac et d’André Mellinger, maire de Figeac.
Notons que Railcoop a son siège dans la commune.
Routes
La ville de Figeac est reliée aux villes voisines par plusieurs axes routiers :
- à l'ouest par la D 802 reliant Figeac à Cahors et à l'autoroute A20  56 Labastide-Murat ;
- au nord-ouest, la D 840 en direction de Gramat ;
- au nord-est, la route nationale RN 122 (Aurillac - Massiac) ;
- au sud-est, la D 840 vers Rodez ;
- au sud, la D 822 vers Montauban et Villefranche-de-Rouergue ;
- au sud-ouest, les RD 662 en direction de Vers et D 19 vers Cajarc.

Une déviation reliant la D 840 (Rodez - Capdenac) à la D 802 (A20) par le sud de la ville a été récemment mise en service. D'une longueur totale de 7,8 km, elle a nécessité la construction de trois carrefours giratoires et sept ouvrages d'art pour un coût de 39 millions d'euros. Un premier tronçon, à l'est, d'environ deux kilomètres, a été inauguré le 7 mai 2010 entre la D 840 et la D 822 (Montauban - Villefranche-de-Rouergue), il aura coûté près de dix millions d'euros. La partie ouest a été ouverte à la circulation le 25 novembre 2013,.
La municipalité entreprend en 2025 des aménagements cyclables sur trois parcours entre le centre-ville et la périphérie, avec le soutien du département du Lot (plan VéLot) et de la région Occitanie, dans le cadre de la communauté de communes Grand-Figeac.
Lignes aériennes
Par avion, aérodrome de Figeac-Livernon, situé sur la commune de Durbans.
Transports en commun
En septembre 2003, Figeac s'est dotée d'un service de bus gratuits, dénommé « La navette ». Il est composé de 10 lignes et de 96 points d'arrêt. Le service est gratuit et assuré par trois minibus de 28 places et un bus de 70 places. En plus, un service à la demande est proposé sur quatre « zones » (s'éloignant légèrement plus de la ville), quatre jours par semaine. La première année, 211 106 voyageurs ont été transportés. L'offre kilométrique du réseau régulier (hors service à la demande) est d'environ 200 000 kilomètres par an. La vitesse moyenne de transport de passagers est d'environ 21 km/h. Cette vitesse est plus élevée que dans la plupart des réseaux de bus (à cause de la petite taille de Figeac), ce qui a la particularité d'y rendre le bus compétitif par rapport au vélo, pour la plupart des voyageurs.
Figeac est une des plus petites communes de France à s'être dotée d'un service de transport collectif.

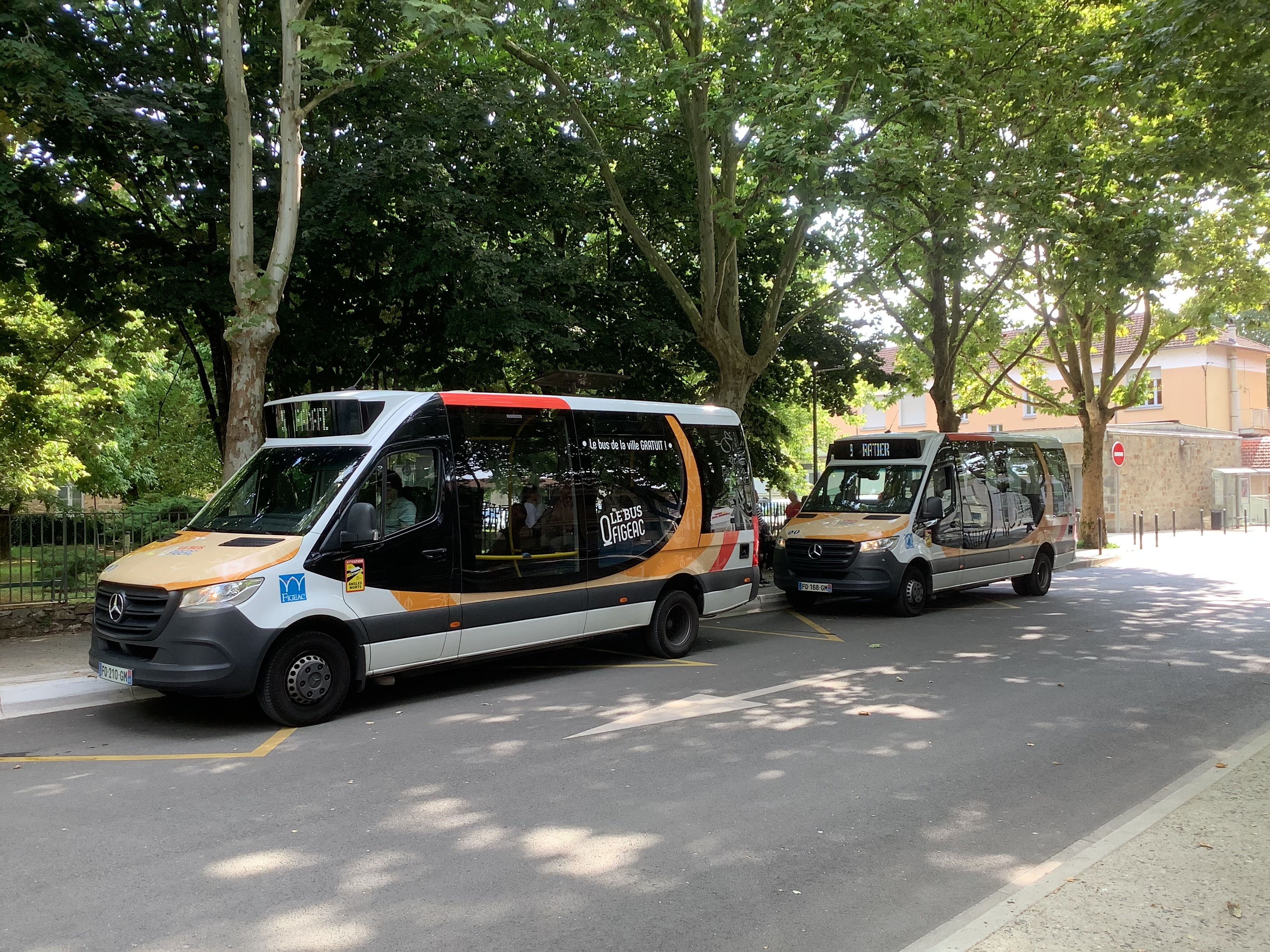
Réseau de transports urbains de Figeac MyBus

### Risques majeurs
Le territoire de la commune de Figeac est vulnérable à différents aléas naturels : météorologiques (tempête, orage, neige, grand froid, canicule ou sécheresse), inondations, feux de forêts, mouvements de terrains et séisme (sismicité très faible). Il est également exposé à deux risques technologiques, le transport de matières dangereuses et la rupture d'un barrage, et à deux risques particuliers : le risque minier et le risque de radon. Un site publié par le BRGM permet d'évaluer simplement et rapidement les risques d'un bien localisé soit par son adresse soit par le numéro de sa parcelle.
Le Célé peut déborder de son lit et inonder la ville de Figeac : en septembre 1843, il atteint un niveau record de 4,65 mètres, pour comparaison, le pont Gambetta a été fermé et des chaussées inondées en février 2021 pour une hauteur d'eau presque 2 mètres plus basse de 2,75 mètres.

#### Risques naturels
Certaines parties du territoire communal sont susceptibles d’être affectées par le risque d’inondation par débordement de cours d'eau, notamment le Célé et le Drauzou. La cartographie des zones inondables en ex-Midi-Pyrénées réalisée dans le cadre du XIe Contrat de plan État-région, visant à informer les citoyens et les décideurs sur le risque d’inondation, est accessible sur le site de la DREAL Occitanie. La commune a été reconnue en état de catastrophe naturelle au titre des dommages causés par les inondations et coulées de boue survenues en 1982, 1988, 1993, 1994, 2003, 2008 et 2018,.
Figeac est exposée au risque de feu de forêt. Un plan départemental de protection des forêts contre les incendies a été approuvé par arrêté préfectoral le 30 novembre 2015 pour la période 2015-2025. Les propriétaires doivent ainsi couper les broussailles, les arbustes et les branches basses sur une profondeur de 50 mètres, aux abords des constructions, chantiers, travaux et installations de toute nature, situées à moins de 200 mètres de terrains en nature
de bois, forêts, plantations, reboisements, landes ou friches. Le brûlage des déchets issus de l’entretien des parcs et jardins des ménages et des collectivités est interdit. L’écobuage est également interdit, ainsi que les feux de type méchouis et barbecues, à l’exception de ceux prévus dans des installations fixes (non situées sous couvert d'arbres) constituant une dépendance d'habitation.

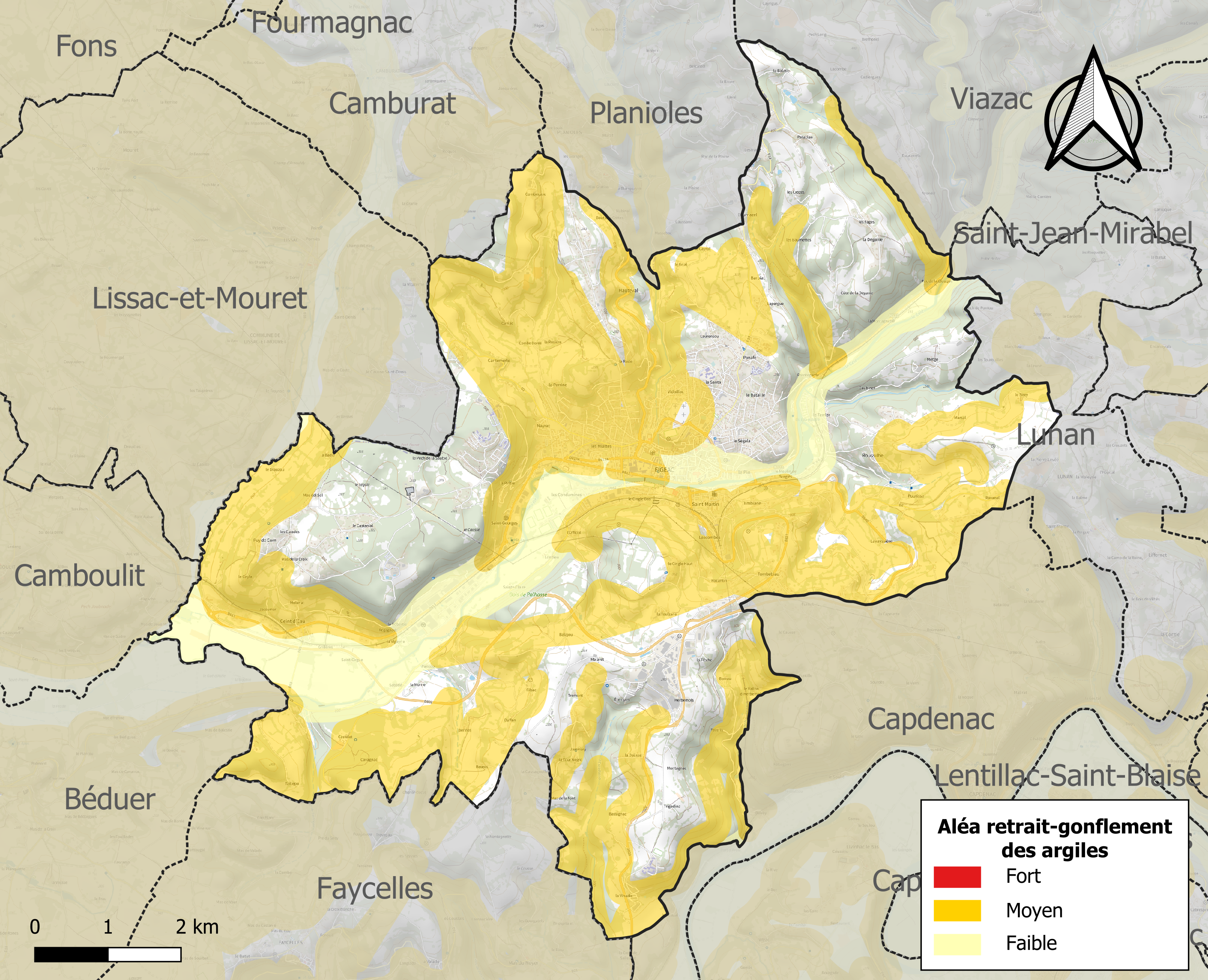
Carte des zones d'aléa retrait-gonflement des sols argileux de Figeac.

Les mouvements de terrains susceptibles de se produire sur la commune sont des affaissements et effondrements liés aux cavités souterraines (hors mines), des éboulements, chutes de pierres et de blocs et des glissements de terrain. Par ailleurs, afin de mieux appréhender le risque d’affaissement de terrain, l'inventaire national des cavités souterraines permet de localiser celles situées sur la commune.
Le retrait-gonflement des sols argileux est susceptible d'engendrer des dommages importants aux bâtiments en cas d’alternance de périodes de sécheresse et de pluie. 53 % de la superficie communale est en aléa moyen ou fort (67,7 % au niveau départemental et 48,5 % au niveau national). Sur les 3 314 bâtiments dénombrés sur la commune en 2019, 1 694 sont en aléa moyen ou fort, soit 51 %, à comparer aux 72 % au niveau départemental et 54 % au niveau national. Une cartographie de l'exposition du territoire national au retrait gonflement des sols argileux est disponible sur le site du BRGM,.
Par ailleurs, afin de mieux appréhender le risque d’affaissement de terrain, l'inventaire national des cavités souterraines permet de localiser celles situées sur la commune.
Concernant les mouvements de terrains, la commune a été reconnue en état de catastrophe naturelle au titre des dommages causés par la sécheresse en 1989, 1991, 2009, 2011, 2017, 2018 et 2019, par des mouvements de terrain en 1999 et par des glissements de terrain en 1993 et 1994.

#### Risques technologiques
Le risque de transport de matières dangereuses sur la commune est lié à sa traversée par une route à fort trafic, une ligne de chemin de fer et une canalisation de transport d'hydrocarbures. Un accident se produisant sur de telles infrastructures est susceptible d’avoir des effets graves sur les biens, les personnes ou l'environnement, selon la nature du matériau transporté. Des dispositions d’urbanisme peuvent être préconisées en conséquence.
La commune est en outre située en aval des barrages de Grandval et de Sarrans, des ouvrages de classe A disposant d'une retenue de respectivement 270,6 millions et 296 millions de mètres cubes,. À ce titre elle est susceptible d’être touchée par l’onde de submersion consécutive à la rupture d'un de ces ouvrages.

#### Risque particulier
Des gisements de plomb et de zinc ont été exploités à la fin du XIXe siècle et au début du XXe siècle dans le bassin de Figeac. La commune est ainsi concernée par le risque minier, principalement lié à l’évolution des cavités souterraines laissées à l’abandon et sans entretien après l’exploitation des mines.
Dans plusieurs parties du territoire national, le radon, accumulé dans certains logements ou autres locaux, peut constituer une source significative d’exposition de la population aux rayonnements ionisants. Certaines communes du département sont concernées par le risque radon à un niveau plus ou moins élevé. Selon la classification de 2018, la commune de Figeac est classée en zone 3, à savoir zone à potentiel radon significatif.

## Toponymie
Le toponyme serait attesté dès le VIIe siècle sous la forme Figiacus. En fait, la plus ancienne attestation de cette forme date de 838, dans un diplôme de Pépin Ier d'Aquitaine.
Une anecdote prétend que le nom de Figeac viendrait de l'expression latine Fige acum. Elle tente ainsi d'expliquer l'origine des monuments appelés aiguilles. Beaucoup de pèlerins se perdaient dans les forêts aux alentours de Figeac et l'abbé aurait répondu à ceux qui le lui faisaient observer : « Fige acum », qui se traduit par : « Plantez une aiguille ». Selon la légende, un vol de colombes, dessinant une croix dans le ciel, sous les yeux de Pépin le Bref, décida de la fondation, en ces lieux, d'un monastère, en 753. Le roi aurait dit « Fiat là ! » (« qu'il [le monastère] soit fait là ! »), cette expression aurait donné le nom Figeac.
Ces légendes étymologiques ne sont pas validées par les travaux des toponymistes. Ils se basent sur la forme la plus ancienne du nom attestée, Figiacus, et ils y voient un toponyme gallo-romain en -acum, suffixe localisant et de propriété d'origine gauloise -acon (celtique *-āko) qui a généralement abouti à -ac dans le domaine linguistique occitan, parfois à -at (Auvergne, Limousin). Il est précédé de l'anthroponyme gallo-roman Fidius,, ou peut-être*Fibius, variation possible de Fabius.
En occitan, la ville se nomme Fitsat, écrit Fijac.

## Histoire

### Préhistoire
En 2008, des sondages sont réalisés avant la construction de la déviation Ouest de Figeac. Près du lieu-dit Sabatié, au pont actuel de la D19 sur la D802, des archéologues de l'Institut national de recherches archéologiques préventives mettent au jour des vestiges d'occupation humaine datant du Néolithique moyen, du Bronze ancien et du premier âge du Fer. Ce petit habitat se situait sur un replat proche de la rive gauche du Célé. Il a révélé des fragments de céramiques, de charbons de bois ; des fosses, des trous de poteaux de palissade, des restes d'un mur à ossature bois ; des tessons d'urnes, de vases, de coupelles, de jattes et de plats ; des perles et fusaïoles. Un petit nombre des vases à cordon est décoré par des traces de doigts ou de bâtonnets. Ils se rapprochent de mobiliers découverts à la grotte de la Crouzate près de Gramat.

### Antiquité et Haut Moyen Âge
Le territoire de Figeac appartenait il y a plus de deux mille ans au peuple gaulois des Cadurques ; ces derniers seront soumis par les Romains en -51 après la reddition de la forteresse d'Uxellodunum.
Une voie romaine franchissait le Célé à gué et l'on a trouvé des restes de murailles et des sarcophages gallo-romains.
Selon la légende, un vol de colombes, dessinant une croix dans le ciel, sous les yeux de Pépin le Bref, décida de la fondation, en ces lieux, d'un monastère, en 753. En 755, le pape Étienne II, venu bénir l'église, aurait vu Jésus lui-même escorté par des anges, venir consacrer le monastère.
En fait, le monastère de Figeac n'a pas été fondé en 755 : le diplôme daté de novembre de cette année est un faux fabriqué par les moines de Figeac à la fin du XIe siècle, selon l'étude de Philippe Wolff. Figeac a été fondé en août 838 par Pépin Ier d'Aquitaine comme une dépendance de l'abbaye de Conques, pour faciliter le ravitaillement de ses moines. Le faux fabriqué à Figeac était destiné à inverser la primauté entre les deux abbayes.

### Période féodale
Selon Malte-Brun, une abbaye aurait été fondée dans la première moitié du VIIIe siècle. En 861, les Vikings y auraient tué soixante moines après avoir massacré les habitants réfugiés dans l'église.
Une abbaye est refondée après le passage des Vikings. Bien située sur les chemins de Compostelle et de Rocamadour, elle prospéra et entraina rapidement le développement d'une agglomération. À la suite de tensions croissantes, à partir de 1244, entre les consuls, représentants des principales familles marchandes, et l'abbé, Figeac, à l'issue d'une négociation menée par Guillaume de Nogaret et moyennant rachat par la couronne des droits abbatiaux, passa sous la dépendance directe de Philippe IV le Bel en 1302. Le roi lui accorda le rare privilège de battre la monnaie. Grâce à un artisanat prospère, la ville s'enrichit.
Selon Malte-Brun, en 1318, Philippe V le Long, satisfait des habitants de Figeac qui l'auraient promptement reconnu roi de France, confirma les prérogatives, libertés, franchises déjà obtenues. Il accorda une charte particulièrement favorable : sceaux, drapeaux, consuls choisis parmi les habitants. Ils possédaient les murs, tours, remparts et fossés. Ces privilèges furent confirmés par Philippe VI de Valois (1334) et Louis XI, à l'occasion de sa visite en 1463.
Les routiers au service des Anglais Bernardon de la Salle  et Bertucat d'Albret s'emparent le 14 octobre 1371 de Figeac,,. À partir de Figeac, ils mènent des raids dans la région et dans le Gévaudan et le Vivarais. Ils n'acceptent de l'évacuer que presque deux ans après, le 3 août 1373, en échange de la somme très importante de 120 000 francs,.

### Les Templiers et les Hospitaliers
La commanderie de Figeac, fondée en 1187  (située au 41 rue Gambetta aujourd'hui) est classée au titre des monuments historiques en 1991.

### Les guerres de religion
Les guerres de Religion trouvèrent la ville divisée. Jeanne de Genouillac, fille de Galiot, seigneur d'Assier, travailla à gagner la population à la foi nouvelle. Les protestants tentèrent, à partir de Capdenac, devenue protestante en 1563, de s'emparer de Figeac à deux reprises en 1564, puis le 28 décembre 1568, avant d'y parvenir finalement en 1576 lorsque les calvinistes à l'intérieur de la ville ouvrirent les portes à ceux de dehors. Les armées protestantes s'emparèrent de la ville, se livrèrent à un massacre et brûlèrent une partie de la ville. La colline du Puy fut transformée en place forte.
Le 10e synode national protestant se tint à Figeac le 2 août 1579.
L'édit de Nantes laissa la ville aux protestants et ce n'est qu'après la chute de Montauban, en 1622, que Louis XIII fit démanteler la citadelle.

### Le Grand Siècle
Le 8 juin 1624, un des chefs de la jacquerie des Croquants de 1624, Doüat est écartelé à Figeac, après l'échec de la révolte paysanne qui a suivi l'annulation de l'exemption de gabelle dont bénéficiait le Quercy.

### Révolution française et Empire
Le XVIIIe siècle fut une période de prospérité au cours de laquelle les murailles défensives ainsi que les fossés disparurent. La Révolution vit la guillotine faire tomber cinq têtes, place de la Raison. Le maréchal Ney se cacha à Figeac, peu avant son arrestation.

### Époque contemporaine
Figeac est reliée au chemin de fer le 10 novembre 1862, date d'inauguration de l'axe Brive-Toulouse par la gare de Figeac. En 1864, l'ouverture de la ligne de chemin de fer vers Aurillac, au titre de la concession de Clermont au Lot, permet également une liaison ferroviaire avec le Cantal. Les voies forment alors un « Y » caractéristique à la gare de Figeac.
Dans la nuit du 25 août 1892, les habitants de Figeac ressentirent un léger tremblement de terre, relaté dans un article de la Dépêche du Midi du 28 août 1892.

### Seconde Guerre mondiale

#### Résistance à l'occupant

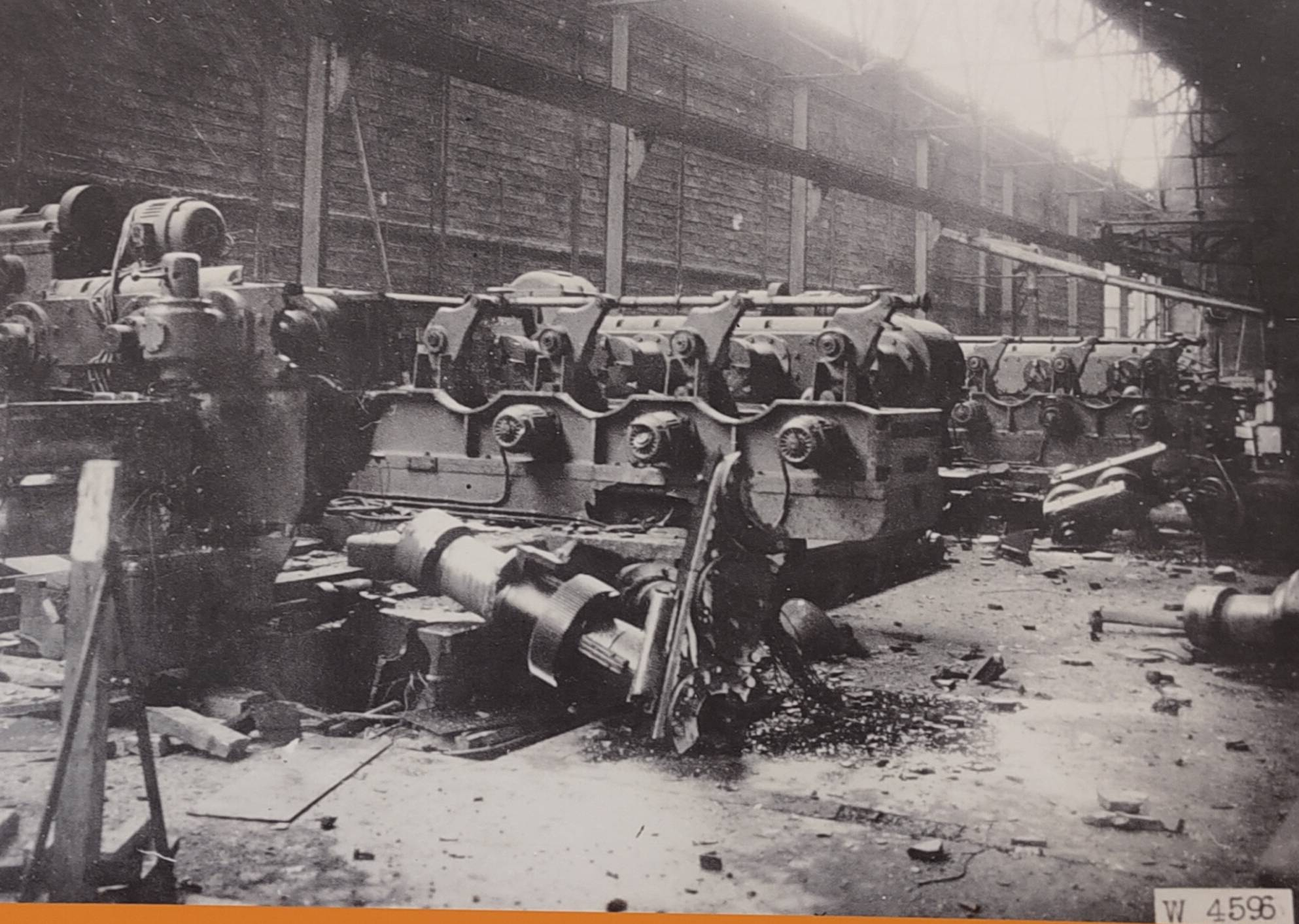
Machine-outil de l'entreprise Ratier Figeac détruite en 1944.

Après que les Allemands ont envahi la Zone libre en novembre 1942, la résistance s'établit dans l'arrondissement de Figeac et les lieux boisés propices situés au Nord. De nombreux jeunes réfractaires au service du travail obligatoire s'y rallient, les gendarmes se montrent indulgents voire complices.
Les résistants du département du Lot sont très actifs, soutenus par la population et visibles. Ils réalisent de nombreuses actions : occupation de lieux publics comme la gare de Figeac, récupération d'armes par attaque des forces de l'ordre le 1er avril 1944, exécution de collaborateurs à Cajarc le 10 avril 1944, détournement d'un wagon de riz destiné aux Allemands, raids sur les banques, postes, gros commerçants et enfin accrochage avec l'occupant à Larnagol…
Le 19 janvier 1944 à 9 heures du soir, les habitants de Figeac entendent cinq explosions provenant des usines Ratier qui travaillaient sous la contrainte pour l'aviation du Troisième Reich. La résistance a fait exploser trois machines à reproduire les hélices, un four à cémenter et une presse de trente tonnes pour faire chuter la production destinée à l'occupant.

#### Réactions allemandes

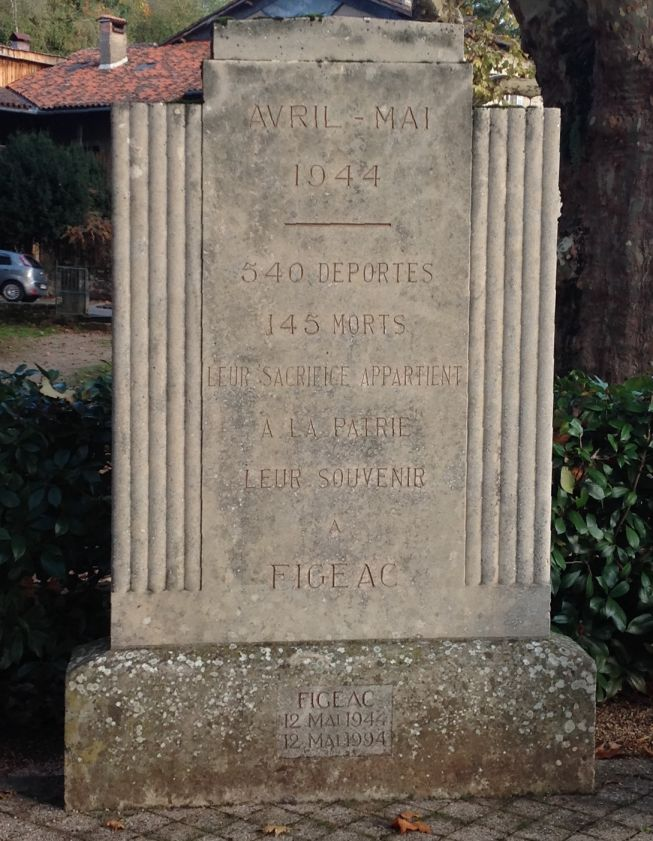
Monument à la mémoires des victimes de la rafle d'avril et mai 1944 dans la région de Figeac.

Selon Gilbert Lacan, les réactions des Allemands se répartissent sur trois périodes et ne doivent rien au hasard :
- de 1942 à début avril 1944, une phase de préparation, sans réaction apparente, pendant laquelle la police allemande collecte des renseignements et établit des fichiers grâce à des informateurs ;
- d'avril à fin mai 1944 auront lieu les déportations ;
- enfin, du débarquement à la fuite des occupants, les populations subissent des représailles.

Le 9 avril 1944, quelques soldats allemands, venus en voiture de tourisme, procèdent à l'arrestation ciblée de trois Figeacois. Les Allemands ont connaissance de parachutages d'armes qui ont eu lieu sur le plateau de Lascamps entre Béduer et Faycelles. Le 23 avril, cent soldats contrôlent les carrefours avec des fusils mitrailleurs et cernent quelques maisons dont ils arrêtent les occupants. André Aigueperse, Louis Bergman et Pierre Prokusky sont abattus sans raison devant leur domicile. Beaucoup de jeunes prennent alors le maquis.
Dans la nuit du 10 au 11 mai 1944, une partie de la 2e division SS Das Reich traverse la ville de Figeac sans s'arrêter. La population se rassure à tort car c'est le début d'une énorme opération de police. À chaque carrefour après la côte de Planioles, la colonne se divise en deux pour ratisser tout le nord du Lot.
Le 12 mai vers 6 heures du soir, quelques voitures reviennent vers Figeac et occupent la poste, la gare et les différents carrefours. Les premières arrestations débutent et au matin quarante personnes sont regroupées à l'hôtel Tillet (place des Carmes).

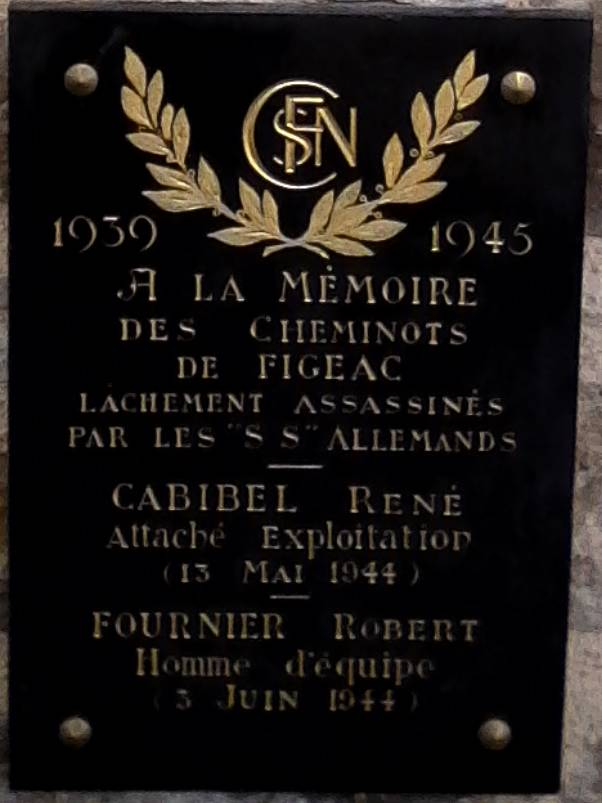
Plaque noire à la mémoire des agents SNCF exécutés

Selon le témoignage de Louis Rousssilhes, dans son livre "carnets d'architecte", ce 12 mai 1944, jour de l'abominable rafle des nazis, un bombardement et une destruction importante de la ville de Figeac était également plannifiés par les allemands, Figeac devait payer très cher les attaques des résistants ainsi que la mort d’un colonnel Allemand abattu par les maquisards. Cela fut évité grace à l'intervention du Docteur et Maire de Figeac, Jules Delclaux de Peret, assisté de Madame Besse (épouse d'un Ambassadeur germanophone) qu'il est allé solliciter pour l'aider à parlementer avec les Nazis. A eux deux, ils réussirent à persuader les chefs allemands de ne pas bombarder la ville de Figeac. Selon l'historien Figeacois Pascal Malet, ils n’ont malheureusement pas pu empêcher la déportation du 13 Mai mais ils ont permit de protéger la ville d’un massacre aussi attroce que celui d'Oradour-sur-Glane (article de la dépèche du midi de 2024), perpétré plus tard par la même division Allemande.
Le 13 mai à 7 heures du matin, la ville est encerclée et tous les hommes de Figeac sont convoqués à la gendarmerie pour une vérification de papiers. Après un premier tri où sont écartés les plus de 60 ans et les employés des services publics, ils sont regroupés au soleil dans la cour de l'école primaire voisine et subissent des brutalités. Les Allemands chargent 800 Figeacois debout dans 32 camions qui, vers 18 heures, démarrent vers Cahors. Après des interrogatoires à la caserne de dragons de Montauban, 540 d'entre eux sont déportés vers les camps de Neuengamme et de Dachau. Huit femmes de Figeac sont envoyées au camp de Ravensbrück. Le chef de gare intérimaire, René Cabibel, est arrêté lors de cette rafle à 16 heures. Son corps est retrouvé à 2,5 km de la gare, il a été exécuté d'une balle dans l’œil. Deux plaques commémoratives sont visibles sur la nouvelle esplanade de la gare.
Le 2 juin 1944, la 2e division SS Das Reich mené par le général Heinz Lammerding cette division sera responsable du massacre de Tulle, massacre d'Argenton-sur-Creuse et celui du massacre d'Oradour-sur-Glane elle passe par Figeac. Ses derniers éléments sont attaqués par les maquisards dans la côte de Planioles. En représailles, des habitants sont tués et des maisons incendiées.
Le 23 juin 1944, un groupe de maquisards  de l’Armée Secrète a saboté l'aiguillage de la bifurcation des lignes de Cahors et de Brive. Dénoncés, à leur retour, ils sont encerclés, au lieu-dit Lavayssière, par un détachement allemand qui tue quatorze des résistants, Huit autres sont fusillés le soir même à Capdenac-Gare, Un autre homme est arrêté et confié à la Sipo-SD. Le 17 août 1944, il fera partie des trente fusillés de Sainte-Radegonde près de Rodez. Une stèle a été érigée au sud de Figeac, au niveau de l'actuel giratoire, à l'intersection de la D840 et de la D802,.

#### Citation de la ville de Figeac
Le 7 septembre 1948, la ville de Figeac a reçu la Croix de Guerre avec étoile de vermeil.

### AuXXIesiècle
Le 22 novembre 2018, la gare de Figeac est ravagée par un violent incendie qui se déroule vers quatre heures du matin. La piste accidentelle est privilégiée malgré le peu d'indices disponibles. Datant de 1862 et apprécié des figeacois, il ne reste de l'édifice que la façade et les murs. Il faut attendre la mi-décembre pour voir un retour à la normale de la circulation des trains. Le bâtiment est consolidé, reconstruit et inauguré le 31 août 2023.

## Politique et administration

### Finances locales
Cette section est consacrée aux finances locales de Figeac de 2000 à 2020.
Les comparaisons des ratios par habitant sont effectuées avec ceux des communes de 10 000  à   20 000 habitants appartenant à un groupement fiscalisé, c'est-à-dire à la même strate fiscale.

#### Budget général
Pour l'exercice 2020, le compte administratif du budget municipal de Figeac s'établit à  16 292 910 € en dépenses et 17 842 590 € en recettes :
- les dépenses se répartissent en 12 247 770 € de charges de fonctionnement et 4 045 140 € d'emplois d'investissement ;
- les recettes proviennent des 13 414 160 € de produits de fonctionnement et de 4 428 430 € de ressources d'investissement.

#### Fonctionnement
Pour Figeac en 2020, la section de fonctionnement se répartit en 12 247 770 €  de charges (1 169 € par habitant) pour 13 414 160 € de produits (1 281 € par habitant), soit un solde de la section de fonctionnement de 1 166 390 € (111 € par habitant) :
- le principal pôle de dépenses de fonctionnement est celui des charges de personnels[Note 9] pour une somme de 6 908 000 € (56 %), soit 660 € par habitant, ratio voisin de la valeur moyenne de la strate. Sur les 5 dernières années, ce ratio fluctue et présente un minimum de 631 € par habitant en 2016 et un maximum de 659 € par habitant en 2020. Viennent ensuite les groupes des achats et charges externes[Note 10] pour 23 %, des subventions versées[Note 11] pour 8 %, des charges financières[Note 12] pour des sommes négligeables et finalement celui des contingents[Note 13] pour des sommes inférieures à 1 % ;
- la plus grande part des recettes est constituée des impôts locaux[Note 14] pour un montant de 6 138 000 € (46 %), soit 586 € par habitant, ratio voisin de la valeur moyenne de la strate. Sur les 5 dernières années, ce ratio fluctue et présente un minimum de 511 € par habitant en 2017 et un maximum de 586 € par habitant en 2020. Viennent ensuite de la dotation globale de fonctionnement (DGF)[Note 15] pour 7 % et des autres impôts[Note 16] pour 8 %.

La dotation globale de fonctionnement est quasiment égale à celle versée en 2019.

#### Fiscalité communale
Les taux des taxes ci-dessous sont votés par la municipalité de Figeac. Ils n'ont pas varié par rapport à 2019 :
- la taxe d'habitation : 11,57 % ;
- la taxe foncière sur le bâti : 18,59 % ;
- celle sur le non bâti : 170,82 %.

#### Investissement
La section « investissement » concerne essentiellement les opérations visant à acquérir des équipements d’envergure et aussi au remboursement du capital de la dette.
Les emplois d'investissement en 2020 comprenaient par ordre d'importance :
- des dépenses d'équipement[Note 17] pour une valeur de 3 394 000 € (84 %), soit 324 € par habitant, ratio voisin de la valeur moyenne de la strate. Depuis 5 ans, ce ratio fluctue et présente un minimum de 161 € par habitant en 2016 et un maximum de 418 € par habitant en 2019 ;
- des remboursements d'emprunts[Note 18] pour un montant de 547 000 € (14 %), soit 52 € par habitant, ratio inférieur de 39 % à la valeur moyenne pour les communes de la même strate (85 € par habitant).

Les ressources en investissement de Figeac se répartissent principalement en :
- subventions reçues pour une somme de 1 492 000 € (34 %), soit 142 € par habitant, ratio supérieur de 109 % à la valeur moyenne pour les communes de la même strate (68 € par habitant). Depuis 5 ans, ce ratio augmente de façon continue de 16 € à 142 € par habitant ;
- fonds de Compensation pour la TVA pour  340 000 € (8 %), soit 32 € par habitant, ratio inférieur de 29 % à la valeur moyenne pour les communes de la même strate (45 € par habitant).

#### Endettement
L'endettement de Figeac au 31 décembre 2020 peut s'évaluer à partir de trois critères : l'encours de la dette, l'annuité de la dette et sa capacité de désendettement :
- l'encours de la dette pour une valeur de 4 662 000 €, soit 445 € par habitant, ratio inférieur de 47 % à la valeur moyenne pour les communes de la même strate (846 € par habitant). En partant de 2016 et jusqu'à 2020, ce ratio fluctue et présente un minimum de 445 € par habitant en 2020 et un maximum de 568 € par habitant en 2016 ;
- l'annuité de la dette pour un montant de 669 000 €, soit 64 € par habitant, ratio inférieur de 39 % à la valeur moyenne pour les communes de la même strate (105 € par habitant). Depuis 5 ans, ce ratio fluctue et présente un minimum de 61 € par habitant en 2019 et un maximum de 80 € par habitant en 2018 ;
- la capacité d'autofinancement (CAF) pour une valeur de 1 856 000 €, soit 177 € par habitant, ratio voisin de la valeur moyenne de la strate. Depuis 5 ans, ce ratio fluctue et présente un minimum de 138 € par habitant en 2017 et un maximum de 180 € par habitant en 2016. La capacité de désendettement est d'environ 2 années en 2020. Sur une période de 21 années, ce ratio est constant et faible (inférieur à 4 ans)

### Jumelages
- Ismaïlia (Égypte) depuis le 28 octobre 1988.
- Tulcea (Roumanie) depuis 1990.

## Population et société

### Démographie
Les habitants de la commune sont appelés les Figeacois.

L'évolution du nombre d'habitants est connue à travers les recensements de la population effectués dans la commune depuis 1793. Pour les communes de moins de 10 000 habitants, une enquête de recensement portant sur toute la population est réalisée tous les cinq ans, les populations de référence des années intermédiaires étant quant à elles estimées par interpolation ou extrapolation. Pour la commune, le premier recensement exhaustif entrant dans le cadre du nouveau dispositif a été réalisé en 2006.

En 2022, la commune comptait 9 757 habitants, en évolution de −0,77 % par rapport à 2016 (Lot : +1,31 %, France hors Mayotte : +2,11 %).
| 1793  | 1800  | 1806  | 1821  | 1831  | 1836  | 1841  | 1846  | 1851  |
| ----- | ----- | ----- | ----- | ----- | ----- | ----- | ----- | ----- |
| 6 000 | 6 452 | 6 640 | 6 153 | 6 390 | 6 236 | 6 171 | 7 230 | 7 433 |

| 1856  | 1861  | 1866  | 1872  | 1876  | 1881  | 1886  | 1891  | 1896  |
| ----- | ----- | ----- | ----- | ----- | ----- | ----- | ----- | ----- |
| 6 820 | 8 321 | 7 610 | 7 333 | 7 333 | 7 205 | 7 396 | 6 680 | 6 310 |

| 1901  | 1906  | 1911  | 1921  | 1926  | 1931  | 1936  | 1946  | 1954  |
| ----- | ----- | ----- | ----- | ----- | ----- | ----- | ----- | ----- |
| 5 861 | 5 870 | 5 808 | 5 487 | 5 583 | 5 728 | 5 889 | 6 877 | 7 062 |

| 1962  | 1968  | 1975   | 1982  | 1990  | 1999  | 2006  | 2011  | 2016  |
| ----- | ----- | ------ | ----- | ----- | ----- | ----- | ----- | ----- |
| 8 338 | 9 593 | 10 077 | 9 667 | 9 549 | 9 606 | 9 943 | 9 773 | 9 833 |

| 2021  | 2022  | - | - | - | - | - | - | - |
| ----- | ----- | - | - | - | - | - | - | - |
| 9 770 | 9 757 | - | - | - | - | - | - | - |

| selon la population municipale des années : | 1968 | 1975 | 1982 | 1990 | 1999 | 2006 | 2009 | 2013 |
| Rang de la commune dans le département      | 2    | 2    | 2    | 2    | 2    | 2    | 2    | 2    |
| Nombre de communes du département           | 340  | 340  | 340  | 340  | 340  | 340  | 340  | 340  |

### Enseignement

#### Collège-lycée Jeanne-d'Arc
Cet établissement est un établissement privé catholique, proposant des filières générales, technologiques et professionnelles.
Ce collège-lycée est jumelé avec le lycée de Bielefeld (Allemagne).
Les bâtiments sont au cœur des vieux remparts de la ville ; certains faisaient partie du pensionnat de la Sainte-Famille fondé par Émilie de Rodat.
En 2015, le lycée se classe 2e sur 9 au niveau départemental quant à la qualité d'enseignement, et 462e au niveau national.

#### Collège Marcel Masbou
Le collège Masbou de Figeac est un établissement public accueillant des élèves de la sixième à la troisième, notamment grâce à l'existence d'une branche de classes Segpa et Ulis (unité localisée pour l'inclusion scolaire), UPE2A et CHAM.
Une multitude d'options sont proposées dont des classes bilangues, des classes d'option latin, musique (classe à horaires aménagés), et langues régionales (occitan).

#### Lycée Champollion

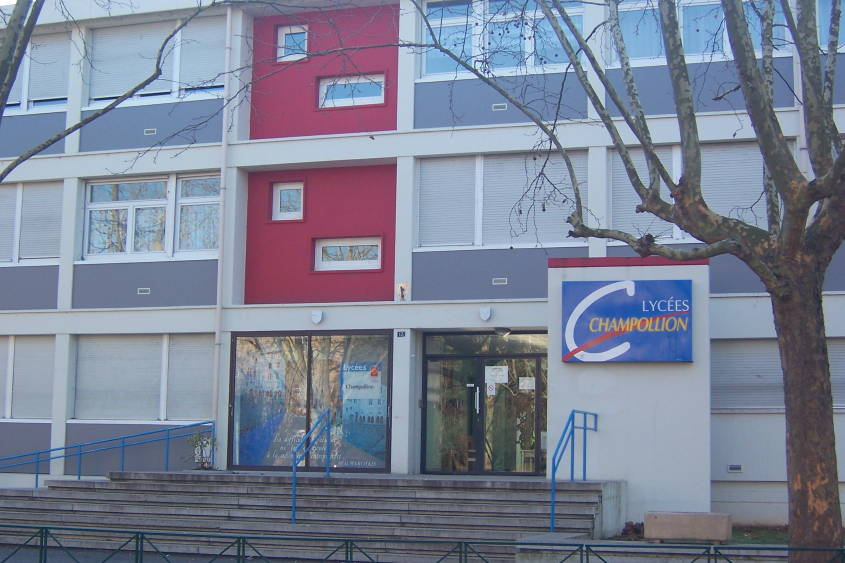
L'entrée du lycée Champollion.

Le lycée Champollion de Figeac est un établissement public proposant plusieurs enseignements : général, technologique, professionnel et en alternance. En 2009, 622 élèves sont scolarisés au lycée général, 291 au lycée professionnel et 150 professeurs y enseignent.
En 2015, le lycée se classe 1er sur 9 au niveau départemental quant à la qualité d'enseignement, et 146e au niveau national. Le classement s'établit sur trois critères : le taux de réussite au baccalauréat, la proportion d'élèves de première qui obtient le baccalauréat en ayant fait les deux dernières années de leur scolarité dans l'établissement, et la valeur ajoutée (calculée à partir de l'origine sociale des élèves, de leur âge et de leurs résultats au diplôme national du brevet).

#### IUT
Avec l'Institut universitaire de technologie de Figeac depuis 1995, grâce au soutien du président du conseil régional, Martin Malvy, la ville de Figeac dispose d'un établissement d'enseignement supérieur universitaire. Ce qui fait de Figeac la plus petite ville universitaire de France. L'Institut universitaire de technologie est rattaché à l'université de Toulouse II le Mirail. À la rentrée de septembre 2008, 347 étudiants étaient inscrits dans l'établissement. Le département génie mécanique et productique (GMP) a été le premier à ouvrir en 1995. Il forme des étudiants appelés tout naturellement à s'intégrer dans le tissu industriel de la Mechanic Valley qui va de Rodez à Brive et dont Figeac est l'un des pivots. Beaucoup poursuivent leurs études, pour les meilleurs, en école d'ingénieur.
Le département technique de commercialisation (TC) a complété l'offre de formation en 1997. Ils sont de plus en plus nombreux à poursuivre leurs études en licence professionnelle, IUT ou école d'ingénieur. Enfin, depuis la rentrée 2000, un troisième département est venu se rajouter, celui des carrières sociales (CS), option animation sociale et socioculturelle. Cette formation dispensée par quelques rares IUT (13 au total), attire un grand nombre d'étudiants de tous les coins de la France. À la suite de son succès grandissant, l'IUT de Figeac s'est agrandi en 2006, afin d'accueillir un plus grand nombre d'étudiants.

#### Lycée agricole «la Vinadie»
Lycée agricole public se situant sur la route de Villefranche de Rouergue créé en 1979 : il offre une formation agricole, services, éducateur canin et de vente en animalerie.

### Sports
- Cercle des Nageurs Figeacois
- Figeac Athlétisme Club
- AROC Pays de Figeac
- Centre d'aïkido quercynois
- Aveyron Lot Basket Association
- Club de Badminton Figeacois
- La Boule Figeacoise
- Académie des mouvements
- Ring Figeacois
- Groupe Sportif Figeacois
- Figeac Eau Vive
- Boxe Française Canne de combat Figeac
- Figeac Nature Orientation
- Tai Chi Chuan
- Vélo Club Figeacois
- Association Cyclotourisme Figeacois
- Danse Passion
- Centre des Ateliers de Danse d'Enseignement Pédagogique et Chorégraphique du Quercy de Rouergue
- Association Entre-Chats
- Association Modern'Jazz
- Rythme Danse
- Atout Danse
- Salsa Caliente
- Texas Country Célé
- Cheval Sport Figeac
- Club Figeacois du Poney et du Cheval
- Club Alpin Français de Figeac
- Figeac Speleo Club
- Figeac Capdenac Quercy Football Club
- Bleuets Figeac Gym
- Figeac Forme
- Retraite Sportive Figeac
- Haltéro Club Figeacois
- Figeac Judo
- École de Judo Figeacoise
- Karaté Club Figeac
- Figeac Padel
- AAPPMA Figeac
- Pétanque Figeacoise
- Randopattes
- Groupe Sportif Figeacois[78].

### Activités et références culturelles
Le film de Louis Malle intitulé Lacombe Lucien, a été tourné à Figeac (dont une partie à l'hôtel du Viguier du Roi). Il traite de la résistance et de la collaboration en 1944.
Le film Nés en 68 a également été tourné à Figeac et dans ses environs.
Des festivals ont lieu chaque année, le Chaînon manquant festival « pluridisciplinaire d’artistes en découverte » qui a lieu au printemps, puis le Festival théâtral de Figeac dirigé par Marcel Maréchal en juillet, et les Rencontres musicales de Figeac au mois d’août.

### Santé
La ville de Figeac dispose d’un centre hospitalier, doté d’un service d’urgences, d’un SMUR, d’un bloc opératoire avec une chirurgie complète et ambulatoire, deux services de médecine (gériatrie, soins palliatifs, gastro-entérologie, cardiologie, médecine polyvalente), un centre périnatal de proximité avec gynécologue et sages femmes, une unité de surveillance continue, un plateau de consultations médicales (cardiologie, gastro-entérologie, gériatrie, endocrinologie, néphrologie, rhumatologie, anesthésie, plaie et cicatrisation) et chirurgicale (orthopédie, viscérale, urologie), un service d’imagerie avec scanner, échographie et imagerie conventionnelle.
La Clinique Font Redonde complète ces activités par un service de Soins de Suite et Réadaptation, un service d’Hospitalisation à Domicile, un hôpital de jour de chimiothérapie.

### Cultes
Trois églises catholiques sont recensées à Figeac : L'église Saint Sauveur, l'église du Puy, l'église des Carmes. Il existe également un carmel accueillant les pèlerins de Saint-Jacques.
Un temple protestant est situé rue du 11-Novembre.
Une salle de prière dédiée aux musulmans est située impasse Thomfort.

## Économie

### Revenus
En 2018, la commune compte 4 681 ménages fiscaux, regroupant 8 753 personnes. La médiane du revenu disponible par unité de consommation est de 21 240 € (20 740 € dans le département). 48 % des ménages fiscaux sont imposés (44,9 % dans le département).

### Emploi
|                | 2008  | 2013  | 2018  |
| -------------- | ----- | ----- | ----- |
| Commune        | 7,2 % | 8,3 % | 9,6 % |
| Département    | 7,3 % | 8,9 % | 9,6 % |
| France entière | 8,3 % | 10 %  | 10 %  |

En 2018, la population âgée de 15 à 64 ans s'élève à 5 926 personnes, parmi lesquelles on compte 70,2 % d'actifs (60,7 % ayant un emploi et 9,6 % de chômeurs) et 29,8 % d'inactifs,. En  2018, le taux de chômage communal (au sens du recensement) des 15-64 ans est supérieur à celui du département, mais inférieur à celui de la France, alors qu'il était inférieur à celui du département et de la France en 2008.
La commune est la commune-centre de l'aire d'attraction de Figeac,. Elle compte 8 374 emplois en 2018, contre 7 694 en 2013 et 7 429 en 2008. Le nombre d'actifs ayant un emploi résidant dans la commune est de 3 638, soit un indicateur de concentration d'emploi de 230,2 % et un taux d'activité parmi les 15 ans ou plus de 49,1 %.
Sur ces 3 638 actifs de 15 ans ou plus ayant un emploi, 2 829 travaillent dans la commune, soit 78 % des habitants. Pour se rendre au travail, 75,8 % des habitants utilisent un véhicule personnel ou de fonction à quatre roues, 5 % les transports en commun, 15 % s'y rendent en deux-roues, à vélo ou à pied et 4,2 % n'ont pas besoin de transport (travail au domicile).

### Activités hors agriculture

#### Secteurs d'activités
1 088 établissements sont implantés  à Figeac au 31 décembre 2019. Le tableau ci-dessous en détaille le nombre par secteur d'activité et compare les ratios avec ceux du département,.
| Secteur d'activité                                                                                        | Commune | Commune | Département |
| Secteur d'activité                                                                                        | Nombre  | %       | %           |
| --- | ------- | ------- | ----------- |
| Ensemble                                                                                                  | 1 088   | 100 %   | (100 %)     |
| Industrie manufacturière, industries extractives et autres                                                | 95      | 8,7 %   | (14 %)      |
| Construction                                                                                              | 77      | 7,1 %   | (13,9 %)    |
| Commerce de gros et de détail, transports, hébergement et restauration                                    | 362     | 33,3 %  | (29,9 %)    |
| Information et communication                                                                              | 24      | 2,2 %   | (1,8 %)     |
| Activités financières et d'assurance                                                                      | 39      | 3,6 %   | (2,8 %)     |
| Activités immobilières                                                                                    | 41      | 3,8 %   | (3,5 %)     |
| Activités spécialisées, scientifiques et techniques et activités de services administratifs et de soutien | 150     | 13,8 %  | (13,5 %)    |
| Administration publique, enseignement, santé humaine et action sociale                                    | 207     | 19 %    | (12 %)      |
| Autres activités de services                                                                              | 93      | 8,5 %   | (8,7 %)     |

Le secteur du commerce de gros et de détail, des transports, de l'hébergement et de la restauration est prépondérant sur la commune puisqu'il représente 33,3 % du nombre total d'établissements de la commune (362 sur les 1 088 entreprises implantées  à Figeac), contre 29,9 % au niveau départemental.

#### Entreprises et commerces
Les cinq entreprises ayant leur siège social sur le territoire communal qui génèrent le plus de chiffre d'affaires en 2024 sont : 
- Ratier-Figeac, construction aéronautique et spatiale (640 m€)
- Figeac Aero, mécanique industrielle (390 m€)
- Fermes de Figeac, coopérative agricole (28 m€)
- Soc Location Materiel Comptable, conseil en systèmes et logiciels informatiques (22 m€)
- Loxit, location et location-bail de machines de bureau et de matériel informatique (21 m€)

### Agriculture
La commune est dans le Segala, une petite région agricole occupant la frange est du département du Lot. En 2020, l'orientation technico-économique de l'agriculture  sur la commune est la polyculture et/ou le polyélevage.
|               | 1988  | 2000  | 2010 | 2020 |
| ------------- | ----- | ----- | ---- | ---- |
| Exploitations | 91    | 50    | 24   | 20   |
| SAU (ha)      | 1 332 | 1 306 | 907  | 819  |

Le nombre d'exploitations agricoles en activité et ayant leur siège dans la commune est passé de 91 lors du recensement agricole de 1988  à 50 en 2000 puis à 24 en 2010 et enfin à 20 en 2020, soit une baisse de 78 % en 32 ans. Le même mouvement est observé à l'échelle du département qui a perdu pendant cette période 60 % de ses exploitations,. La surface agricole utilisée sur la commune a également diminué, passant de 1332 ha en 1988 à 819 ha en 2020. Parallèlement la surface agricole utilisée moyenne par exploitation a augmenté, passant de 15 à 41 ha.

### Industrie aéronautique

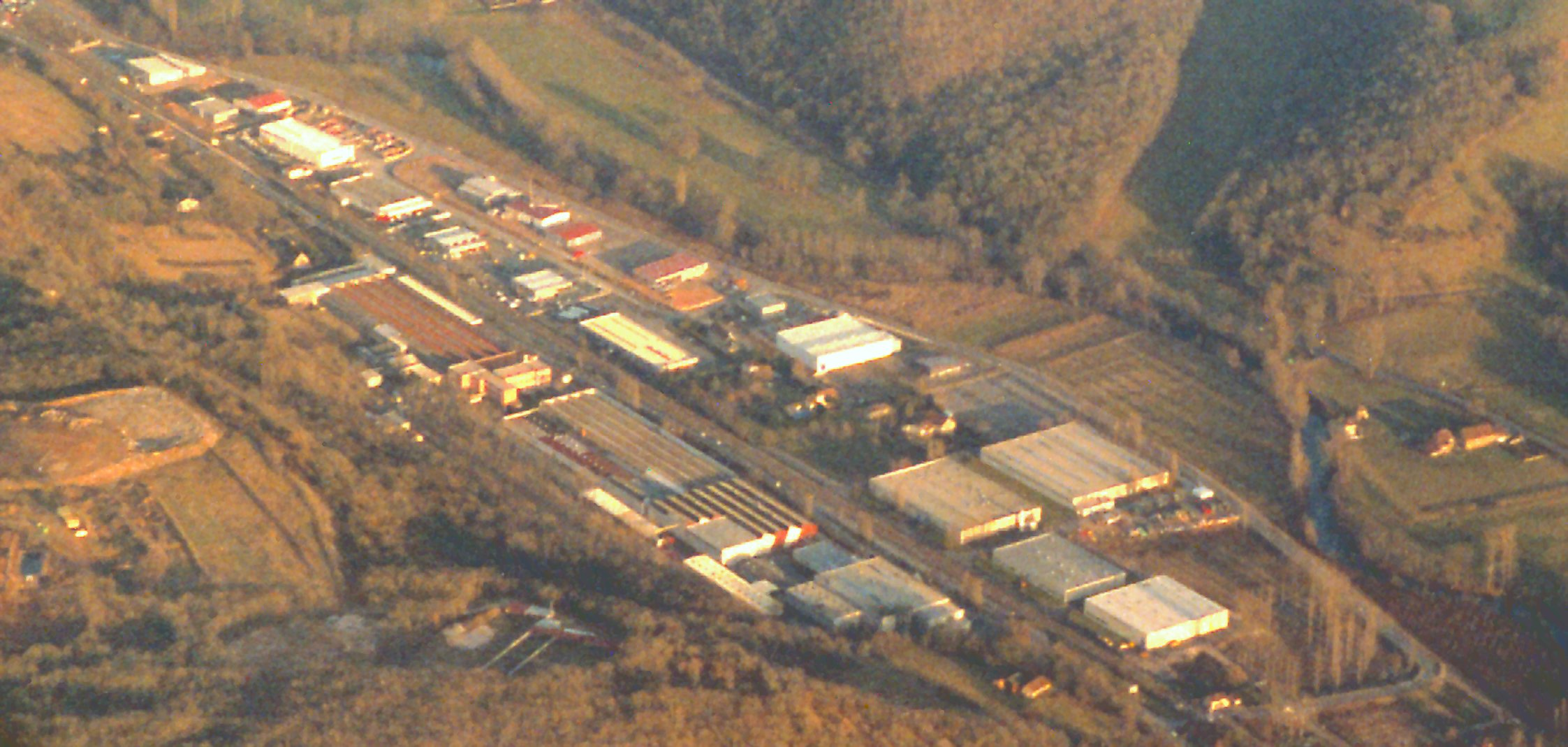
Vue aérienne de la zone industrielle autour de Ratier.

À Figeac sont implantés deux sous-traitants aéronautiques de rang international : Ratier-Figeac et Figeac Aero.
- Ratier-Figeac

Fondée en 1904, fabrique des hélices depuis 1908 et est devenue le premier hélicier mondial, grâce notamment au transfert de fabrications réalisées aux États-Unis par Hamilton Sundstrand (ancien actionnaire à 100 %) et destinées entre autres à l'US Navy, et à sa sélection pour la conception et la fabrication de l'hélice de l'Airbus A400M Atlas. L'activité hélice connaît une forte croissance depuis quelques années à la suite de l'augmentation du prix du kérosène, ce type de moteurs étant plus économe. Elle représente environ 40 % du chiffre d'affaires.
Depuis le rachat de l'équipementier Goodrich par UTC (United Technologies), l'organigramme du groupe, et, par conséquent, l'actionnariat ont changé. Hamilton Sundstrand a été fusionné avec Goodrich, la nouvelle entité prenant le nom de Collins Aerospace (Utas), nouvel actionnaire majoritaire de Ratier Figeac.
Ratier-Figeac fabrique aussi des actionneurs de plan horizontal arrière, des vérins de portes et des équipements de cockpit (mini-manches pilote et copilote) pour divers avions de la gamme Airbus Commercial Aircraft (A300/A310, A320, A330/A340, A380) et Bombardier (CRJ-200, CRJ-700…), ainsi que des pièces d'hélicoptères. En 2012, elle employait directement plus de 1 000 salariés pour un chiffre d'affaires de 222 millions d'euros.
- Figeac Aero

Fondée en 1989, l'entreprise est spécialisée dans la fabrication de pièces usinées de structure et de moteurs, ainsi que l'assemblage de sous-ensembles pour les grands constructeurs aéronautiques. L'entreprise a connu une croissance ces dernières années en obtenant notamment des contrats outre-Atlantique. En 2012, l'entreprise employait 680 salariés pour un chiffre d'affaires de 96 millions d'euros. En décembre 2013 l'entreprise fait son entrée en bourse sur le marché Alternext. Le chiffre d'affaires progresse fortement : il a atteint 137 M€ en 2013 et 252 M€ en 2015.
- FEM Aero

Fondée en 1990, la société FEM Aero, connue aussi sous sa marque commerciale FEM Technologies, a développé un savoir-faire dans le câblage électrique, électronique et électrotechnique. Initialement axée sur le domaine aéronautique, elle s'est diversifiée et est présente sur l'ensemble des secteurs (aéronautique, ferroviaire, machine outils, médical, militaire, automobile, distribution d'énergie, transmissions....).

### Numérique

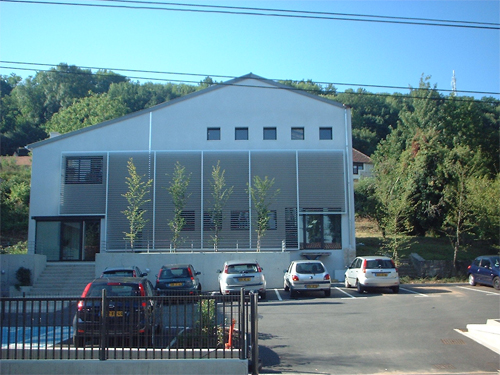
L'un des trois bâtiments du siège de la société Lomaco à Figeac.

Fondée en 1966, la société Lomaco, dont le siège se situe à Figeac, est une entreprise de services numériques, spécialiste des logiciels de gestion d'activité dans les domaines du transport sanitaire, des pompes funèbres et du matériel médical. Cette dernière regroupe 105 salariés en 2014. L'entreprise est détenue en majorité par le Groupe Fidéciel dont le siège est également situé à Figeac. Ce groupe détient quatre sociétés françaises principalement dans le domaine du numérique.

## Culture locale et patrimoine

### Lieux et monuments
Figeac est classée ville d'art et d'histoire et a été reconnue par le conseil Régional Midi-Pyrénées comme l'un des 18 Grands Sites Occitanie. La vieille ville a gardé son plan et ses ruelles tortueuses du Moyen Âge et l'on peut y voir de nombreuses maisons anciennes en grès.

#### Patrimoine religieux
- Chapelle Notre-Dame-de-Pitié de Figeac. L'édifice, intégré à l'Église Saint-Sauveur, a été classé au titre des monuments historiques en 1840[90].
- Chapelle de l'hôpital de Figeac.
- Église Saint-Dau de Ceint-d'Eau.

L’église Saint-Sauveur

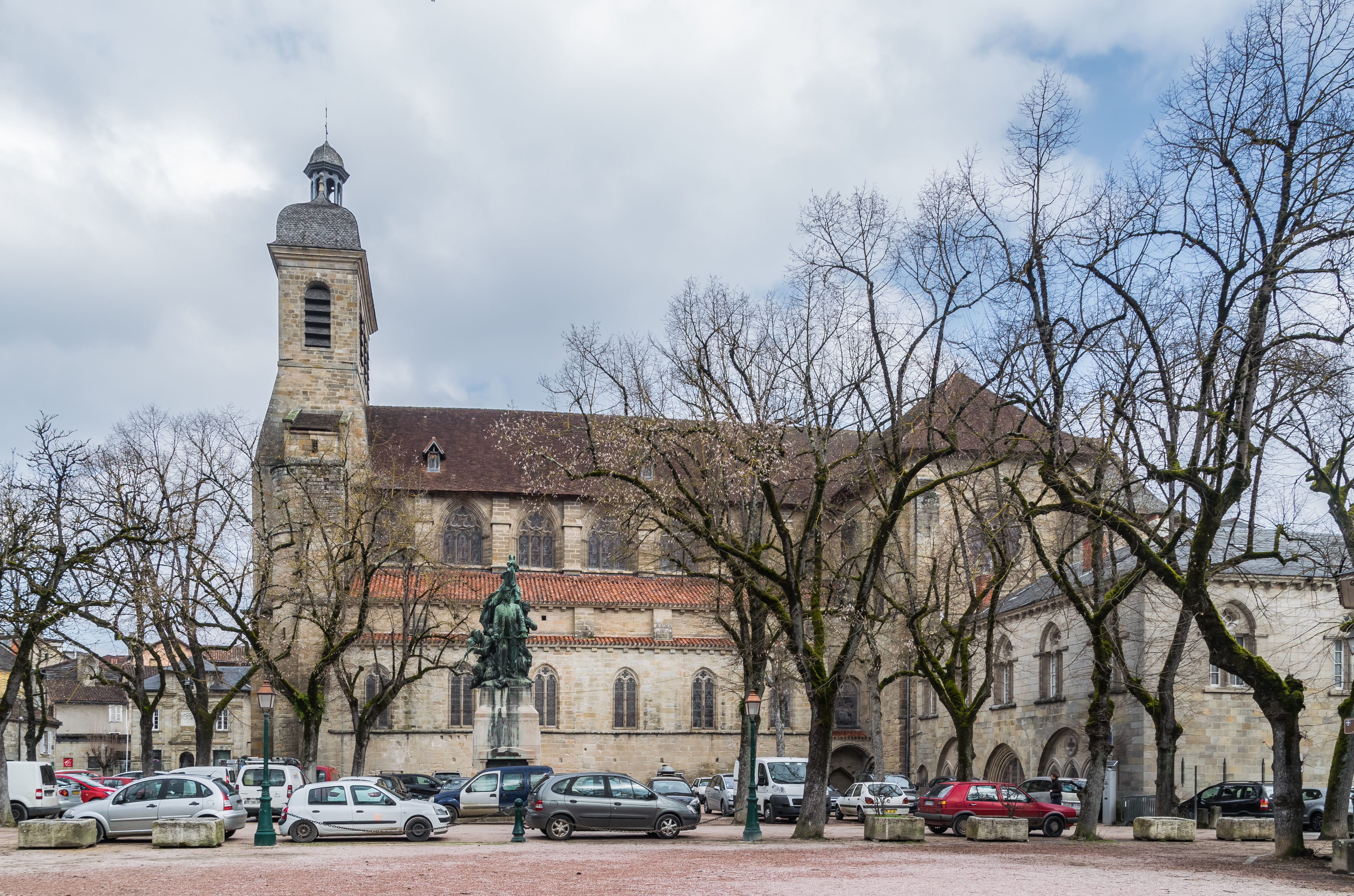
L'église Saint-Sauveur.

L'édifice a été classé au titre des monuments historiques en 1840. Plusieurs objets sont référencés dans la base Palissy.
Cette église, reste de l'abbaye qui se rattacha à Cluny à la fin du XIe siècle, fut consacrée en 1092. Saint Hugues en fut l'abbé. Bien que très modifiée au cours des siècles, soit du fait d'embellissements, soit à cause des dégâts causés par les guerres de Cent Ans ou les guerres de religion, elle conserve néanmoins fière allure.
C'est une église de pèlerinage, semblable par ses dimensions à Saint-Sernin de Toulouse ou Sainte-Foy de Conques, dotée d'une triple nef, d'un vaste transept, d'un déambulatoire et d'une abside à chapelles rayonnantes. L'ancienne salle capitulaire est décorée de bois polychrome du XVIIe siècle.
Un chapiteau, retaillé en bénitier, provenant de cette église est exposé à New York aux Cloisters (Metropolitan Museum of Art).
L'église des Carmes
L'édifice a été inscrit au titre des monuments historiques en 1993. Douze tableaux des apôtres sont référencés dans la base Palissy.

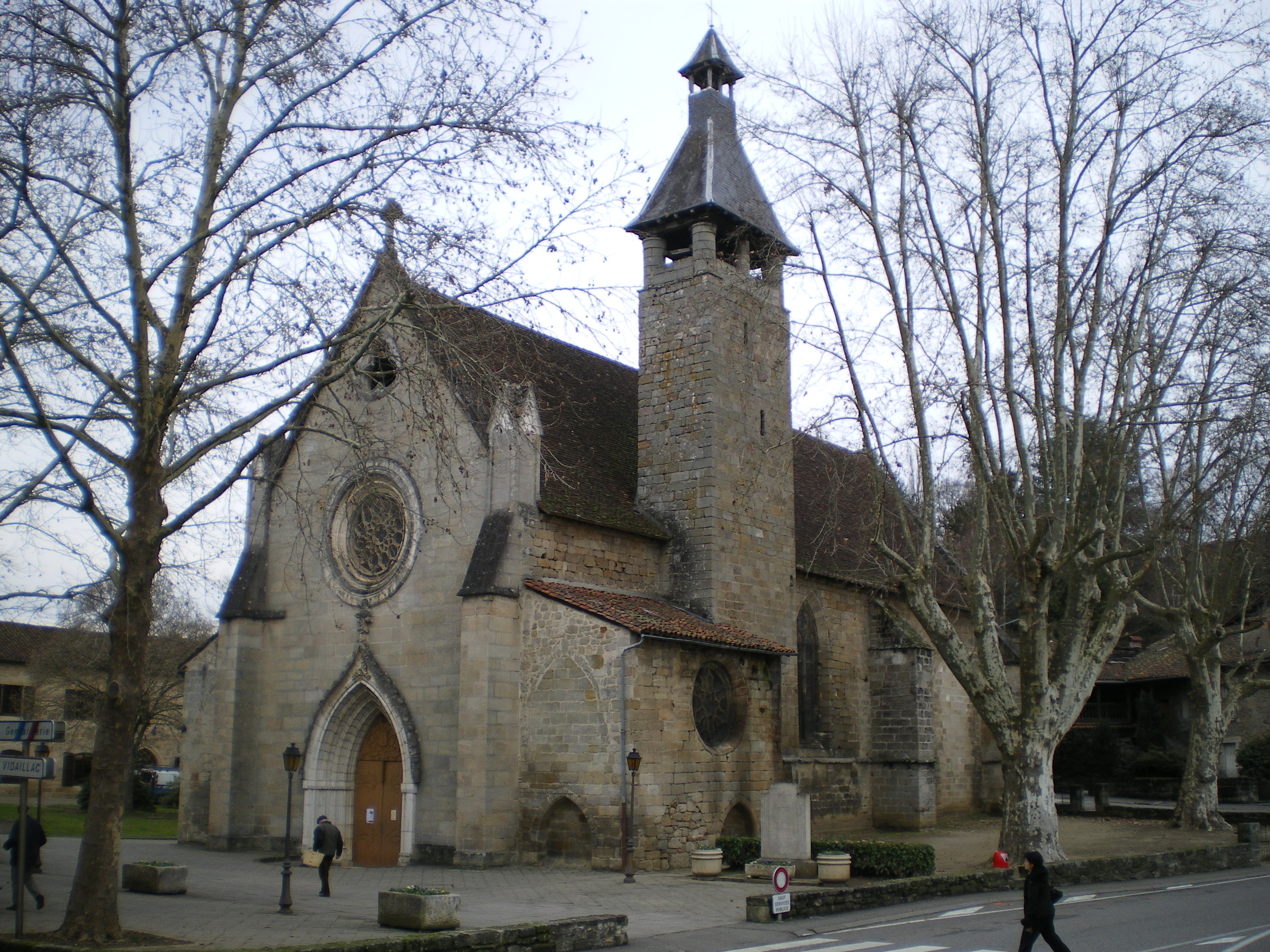
L'église des Carmes.

Ancienne église Saint-Thomas, il s'agit de l'église la plus modeste en dimension de la ville. Située à proximité de l'hôpital, à l'entrée de Figeac, elle est le dernier témoin de l'ancien couvent Carmélite qui fut jadis établi à cet endroit.
L’église Notre-Dame-du-Puy
L'édifice a été classé au titre des monuments historiques en 1916. Plusieurs objets sont référencés dans la base Palissy.

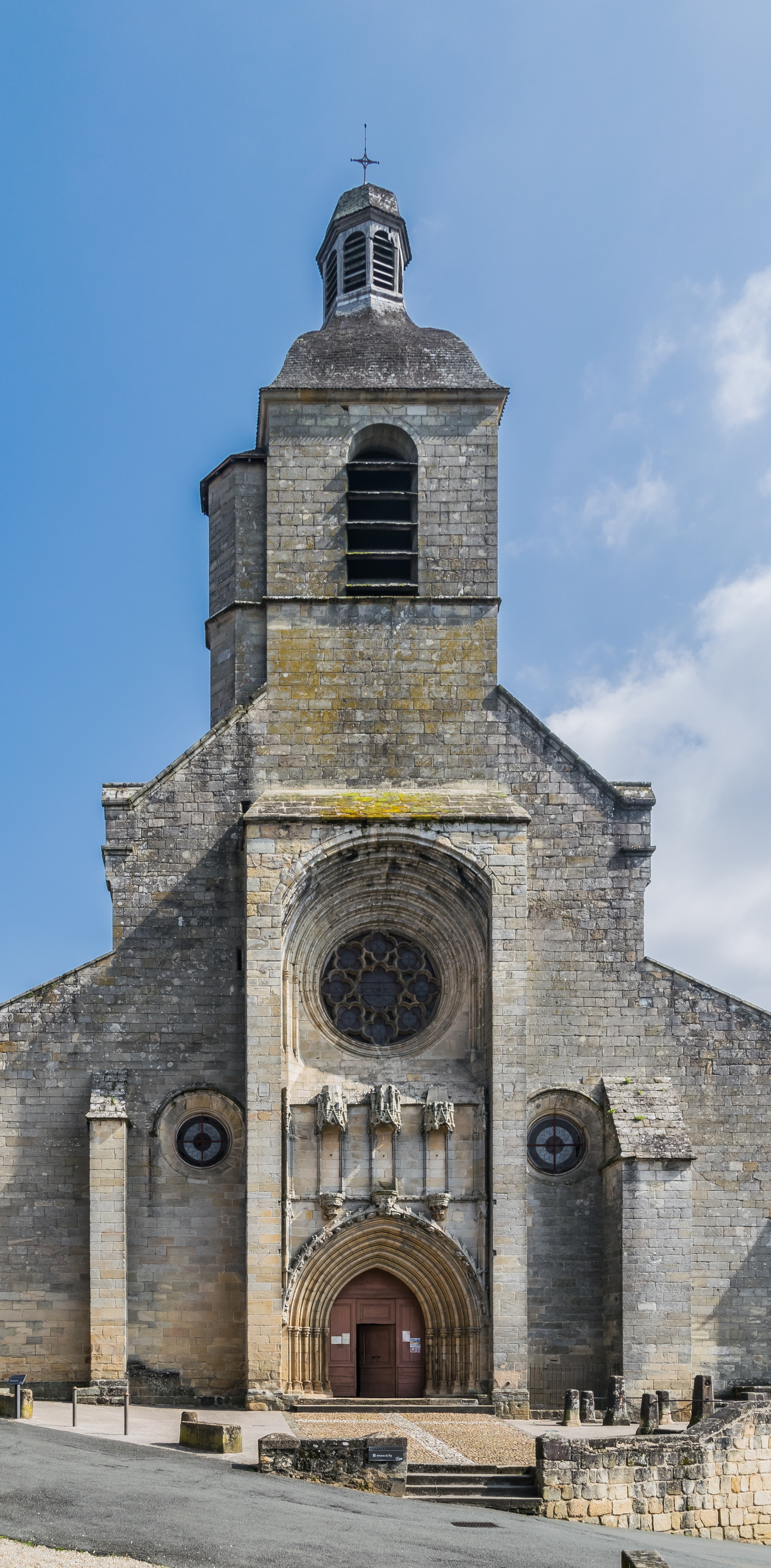
L'église Notre-Dame-du-Puy.

La bien nommée, puisqu'elle domine tout Figeac, sur la place du Foirail. Cette église d'origine romane fut plusieurs fois remaniée, notamment aux  XIVe et XVIIe siècles, lorsque les trois travées centrales furent réunies en une seule ; le chœur renferme de beaux chapiteaux romans sculptés et un grand retable en noyer sculpté, daté de 1696. C'est pourtant la plus ancienne paroisse de Figeac, née, selon la tradition, d'un miracle : La Vierge y aurait fait fleurir une aubépine en hiver.
C’était le siège d’une confrérie Saint-Jacques.

#### Musées
La ville abrite le musée Champollion « les écritures du monde ». Plus de 40 000 visiteurs par an peuvent découvrir à travers les collections comment l'écriture est apparue dans le monde depuis 5 000 ans.
Si le musée Champollion est le musée-phare de la ville, il existe d'autres musées à Figeac : le musée Paulin-Ratier, le musée de la Résistance et enfin le musée d'histoire de Figeac. Ce dernier a été réaménagé en 2012 dans l'esprit des cabinets de curiosités, dans des salles appartenant à l'ancien séminaire, derrière l'église Notre-Dame-du-Puy.

#### La place des Écritures

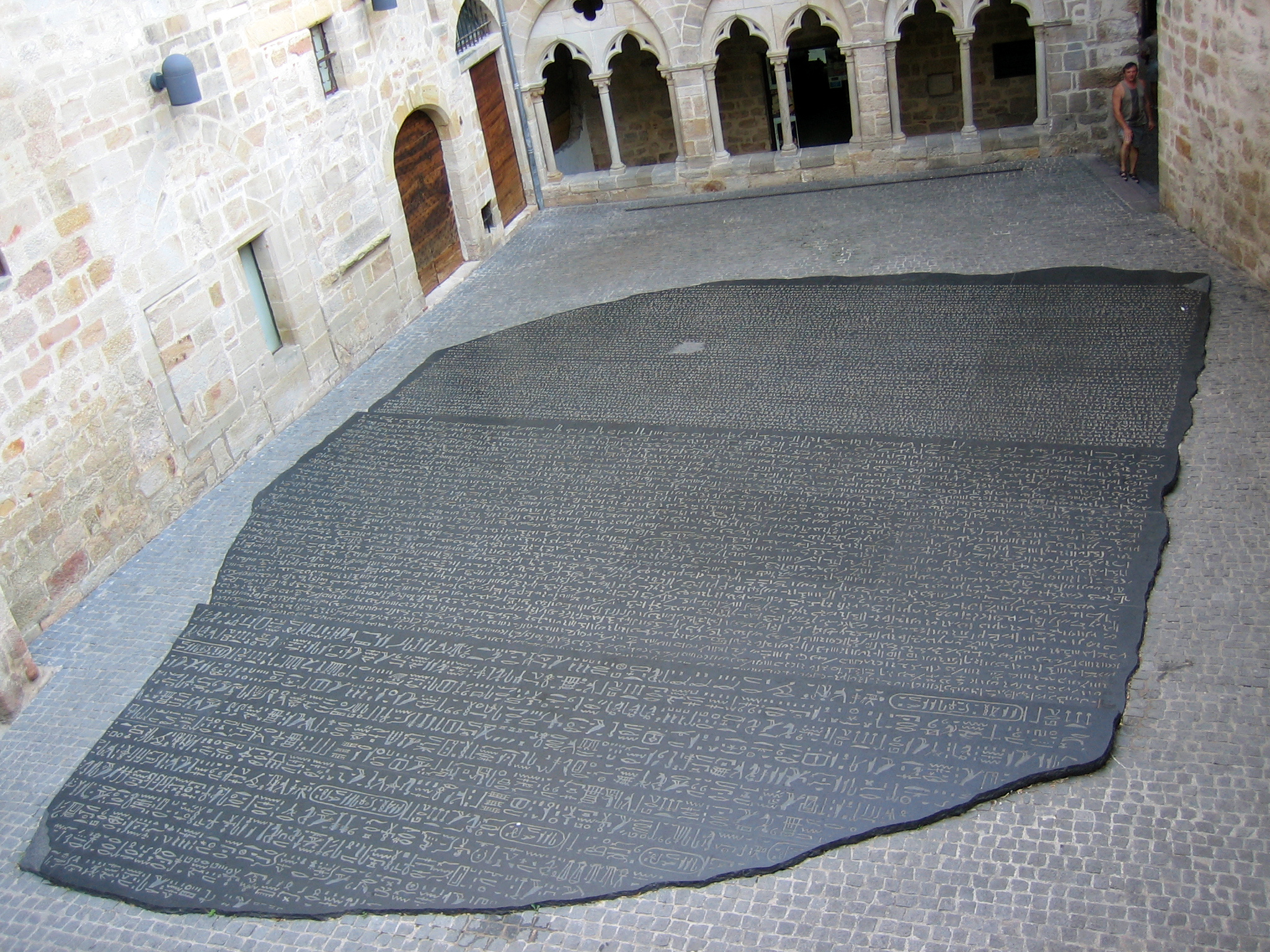
La place des Écritures.

Enchâssée dans un ensemble architectural médiéval, son sol est couvert d'une reproduction monumentale de la pierre de Rosette (14 × 7 m), sculptée dans du granite noir du Zimbabwe par l'artiste conceptuel américain Joseph Kosuth. Inaugurée en avril 1991, cette importante œuvre contemporaine demande également à être contemplée depuis le jardin suspendu du musée qui domine la place. Dans une courette attenante, la traduction en français des inscriptions est gravée sur une plaque de verre.

#### L'obélisque de Champollion
Le 11 mars 1832, le conseil municipal décida d'élever un obélisque à la mémoire de Champollion. Une souscription réunit 4 000 francs et permit d'élever deux ans plus tard une aiguille en granit de 7,8 mètres de hauteur extraite du rocher de la clouque de Golinhac. Il comprend des inscriptions en hiéroglyphes signifiant « A toujours ! » et deux plaques de bronze sur le piédestal accueillant des bas-reliefs égyptiens.

#### La place Carnot
Pour les articles homonymes, voir Place Carnot.
Ancienne place de la Halle, elle est entourée de maisons imposantes, certaines en torchis, aux balcons de fer forgé, sous les toits desquelles s'ouvrent des galeries couvertes, les soleilhos, qui servaient jadis au séchage du linge ou des peaux, ou encore de refuge pour prendre l’air pendant les chaudes soirées d’été.

#### Les aiguilles
Les deux « aiguilles » des environs de Figeac sont de grands obélisques de pierre de forme octogonale reposant chacun sur un piédestal de quatre marches. Elles sont faites de pierres de taille cimentées. L'aiguille du Cingle, dressée au sud de la ville mesure 14,50 mètres. L'aiguille de Lissac ou de Nayrac, dressée à l'ouest, mesure 11,50 mètres.

#### Les ponts sur le Célé
De l'amont vers l'aval, on trouve quatre ouvrages pour franchir le Célé.
- Le pont du Pin : c'est un pont médiéval comprenant deux voûtes construites au XIIIe siècle et une troisième au XVe siècle. Cette dernière enjambait le bief amont du moulin de Paramelle. Ce pont devait son nom à un grand pin disparu à la Révolution. Il a été restauré en 1983-1984[99].
- Le pont Gambetta : auparavant, à cet endroit, un ouvrage médiéval s'appelait le pont du Griffoul car les sources voisines de Fonts-Redonde étaient canalisées vers une fontaine située sur un avant bec du pont. Il fut reconstruit  trois fois. Le pont actuel date de 1883[99] et permet aujourd'hui le passage de la route de Villefranche-de-Rouergue et Rodez.
- La passerelle sur le Célé : cette voie piétonne, située en face du Palais de Justice, fut conçue en 2003 par l'ingénieur Marc Mimram.
- Le pont du Gua : Il doit son nom à un gué autrefois situé à cet emplacement. Un pont fut construit à cet endroit au XVe siècle par les consuls. Ce pont fut détruit et reconstruit en 1895[99]. Devenu dangereux, il est détruit à nouveau le 23 mars 1998 puis reconstruit et inauguré en 2001[100]. Il mesure 46,5 mètres de long et 10 de large.

#### Les maisons médiévales
La mise en place d'un secteur sauvegardé a permis de mettre en valeur un riche patrimoine architectural de bâtiments civils datant du Moyen Âge, du XIIe siècle au XIVe siècle :
- l'hôtel dit du Viguier du Roi ou La Viguerie, rue Delzens, édifice datant des XIVe et XVIIIe siècles, construit sous le règne de Philippe IV Le Bel. C'est l'ancienne demeure du viguier (sorte de préfet à l'époque médiévale), sa tour royale emblématique surplombe la cité médiévale. Restauré au début des années 1990, il est transformé en hôtel haut de gamme. Il a servi de lieu de tournage du film Lacombe Lucien de Louis Malle.
- la Maison du Griffon, place Champollion ; inscrite au titre des monuments historiques en 1996 ; construite entre le début du XIIe siècle et le début du XIIIe siècle selon les sources. C'est la plus vieille maison de la ville que l’on puisse dater. Elle tire son nom du griffon sculpté sur la façade au niveau du premier étage.
- l'hôtel des Monnaies (Oustal dé lo Mounédo en occitan) place Vival ; du XIVe siècle , (classé MH, 1862)[102], converti en musée. Son nom n'aurait rien à voir avec la monnaie royale selon Gaston Bazalgues, en effet Via Munita désigne en latin une voie pavée. L'expression occitane Camin de la Moneda se traduit en français par chemin de la monnaie, l'Ostal de la Moneda désignerait une maison remarquable au bord d'une voie pavée ou romaine[103]. ;
- l'hôtel de Balène ou Château Balène, rue Balène, ancienne forteresse médiévale aujourd'hui centre d'art contemporain. Il tire son nom d'une famille puissante, les seigneurs de Balène. Un membre de cette famille ayant tué un frère du roi Édouard III, ce dernier confisqua, puis vendit le château aux consuls de Figeac. Il servit de palais de justice vers 1800[42] ;
- l'hôtel de Lostanges (Maison Gironde), place Barthal
- l'hôtel Dumont de Sournac, angle des rues Clermont et Tomfort
- l'hôtel Galiot de Genouillac, rue Roquefort.
- l'hôtel d'Auglanat du XVe siècle, rue Gambetta

#### Galerie de photos du patrimoine architectural

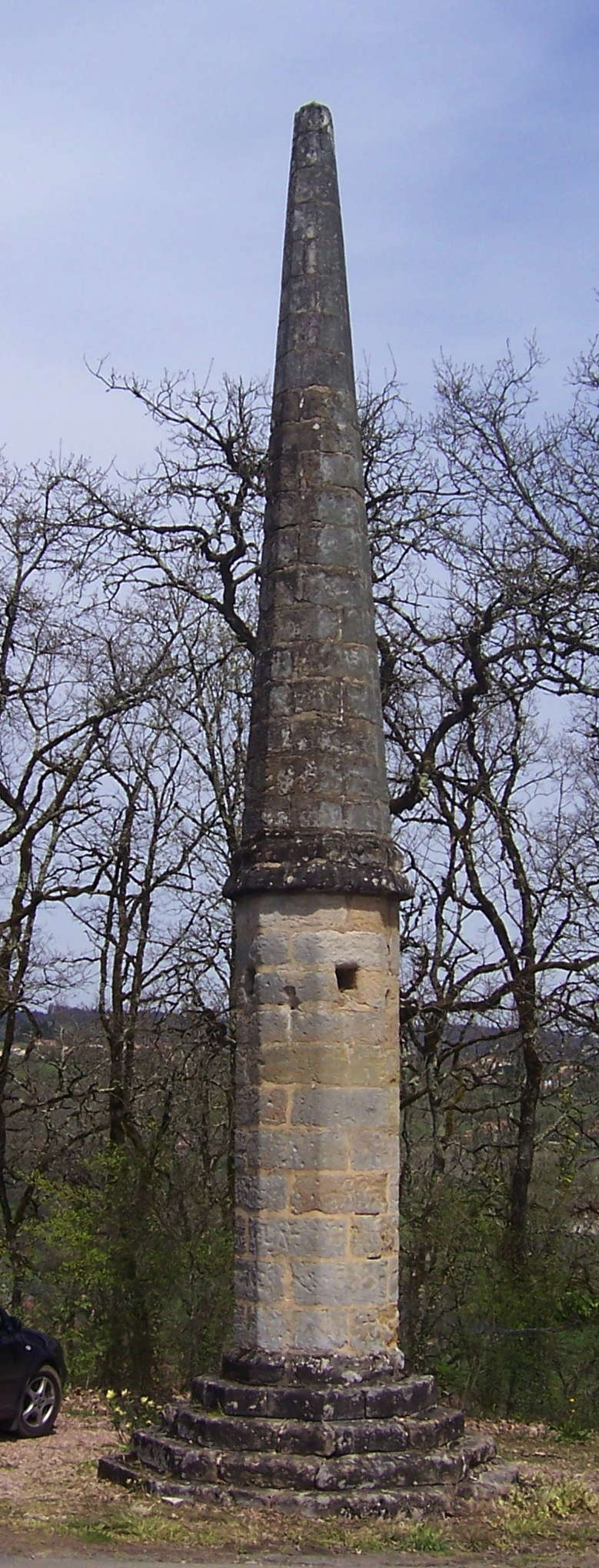
L'aiguille de Lissac ou de Nayrac.
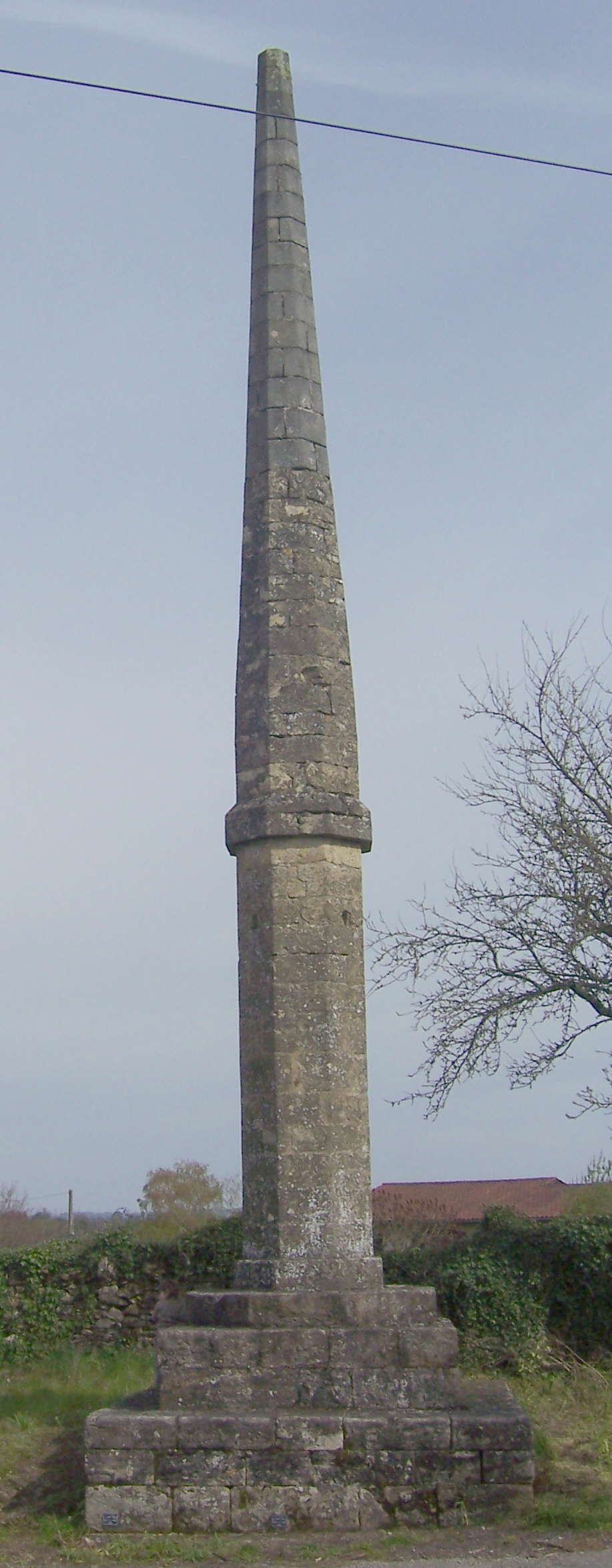
L'aiguille du Cingle.
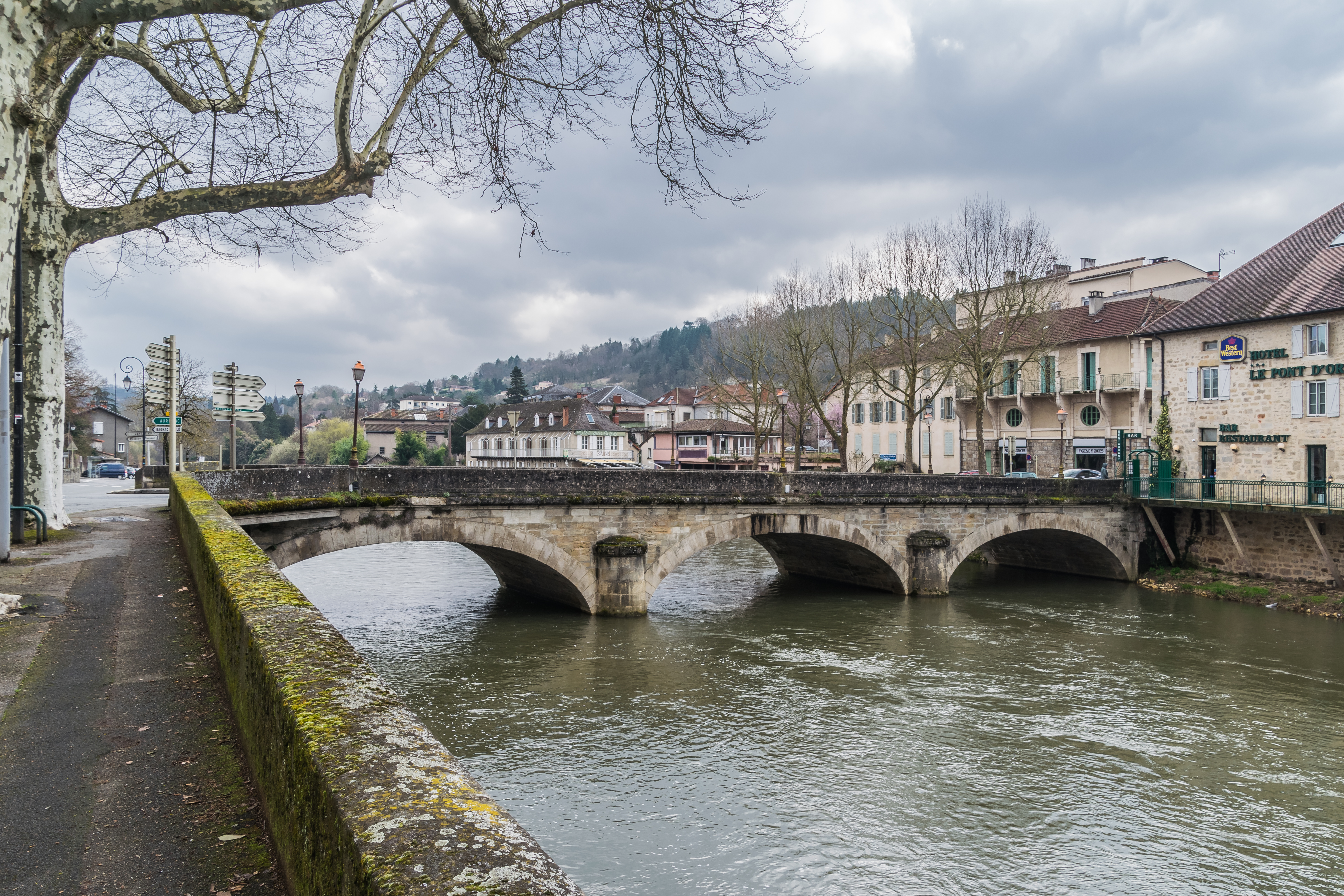
Le pont Gambetta, sur le Célé.
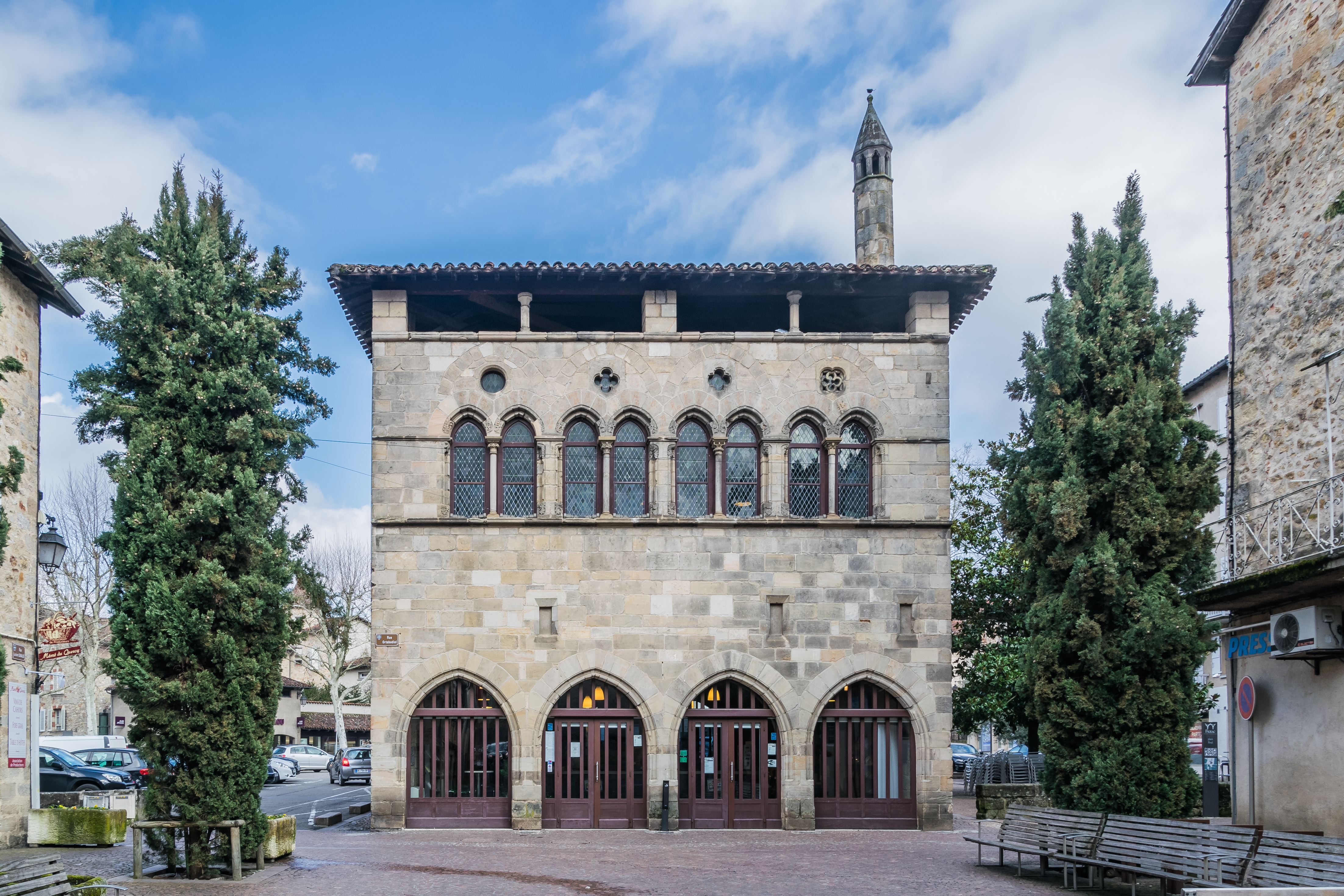
L'Hôtel des Monnaies.
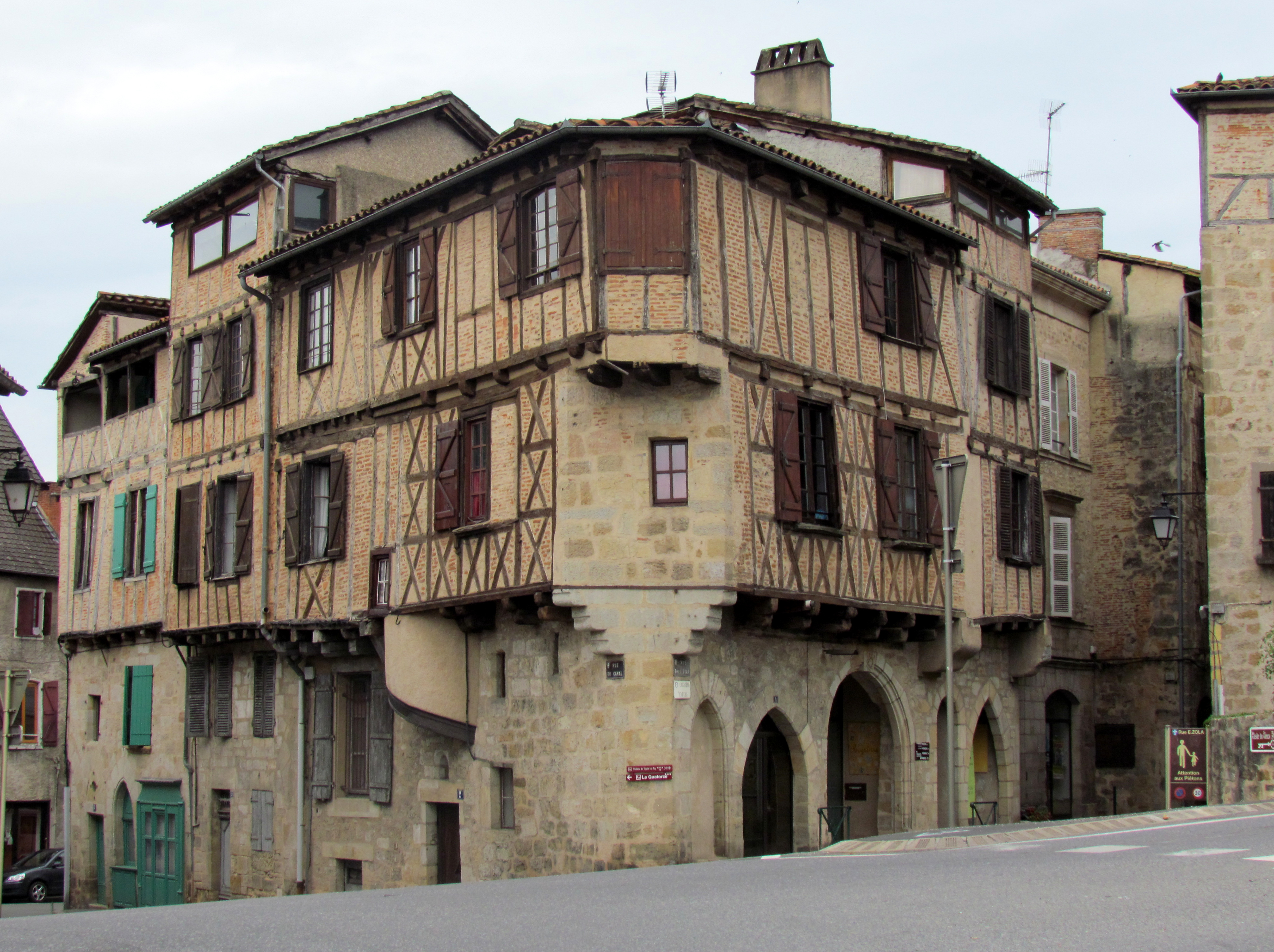
Vieilles maisons, au niveau de la rue du Canal.
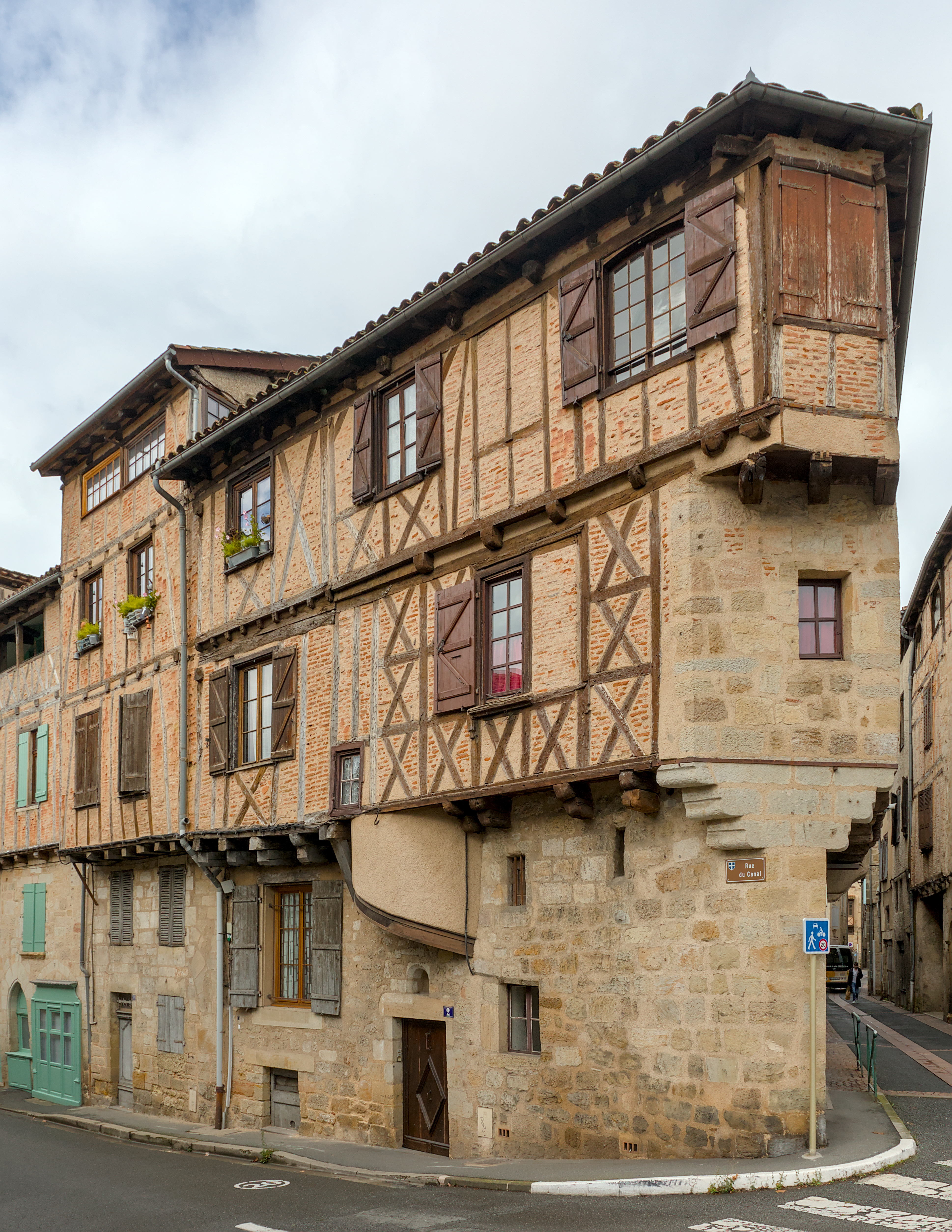
Maisons à pans de bois, à l'angle des rues du Canal et Emile Zola.
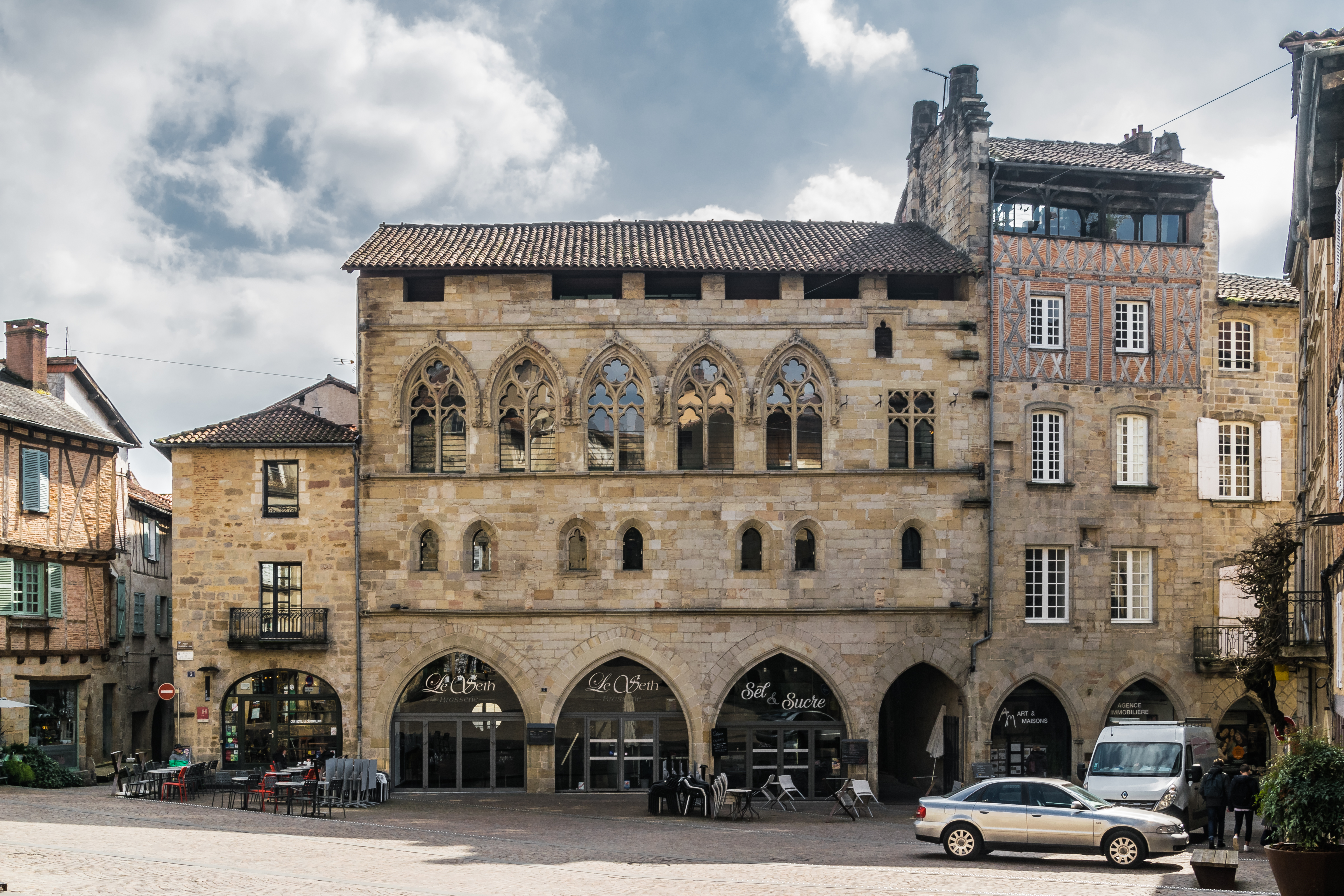
Façades du côté sud de la place Champollion.
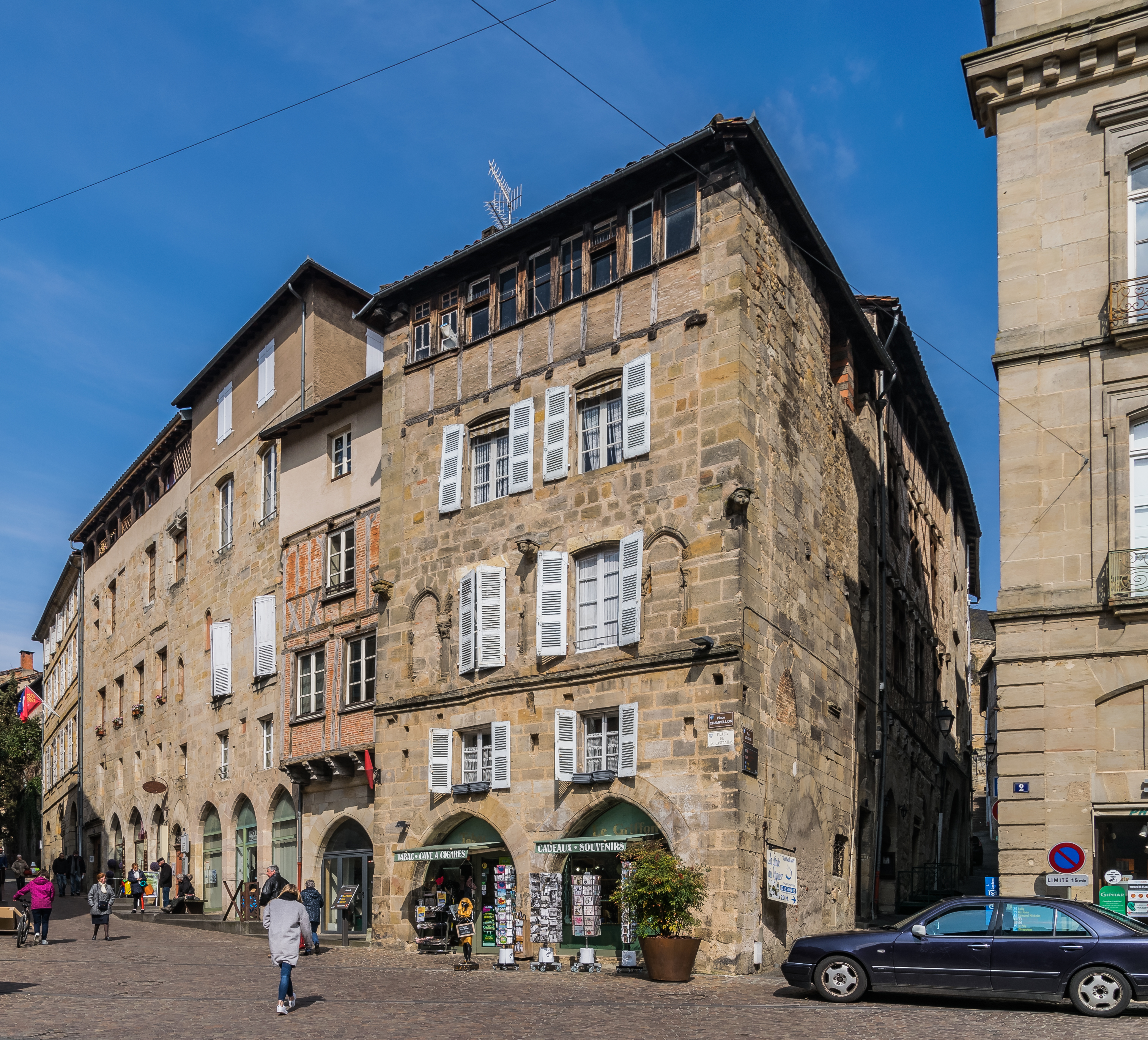
La maison du Griffon.
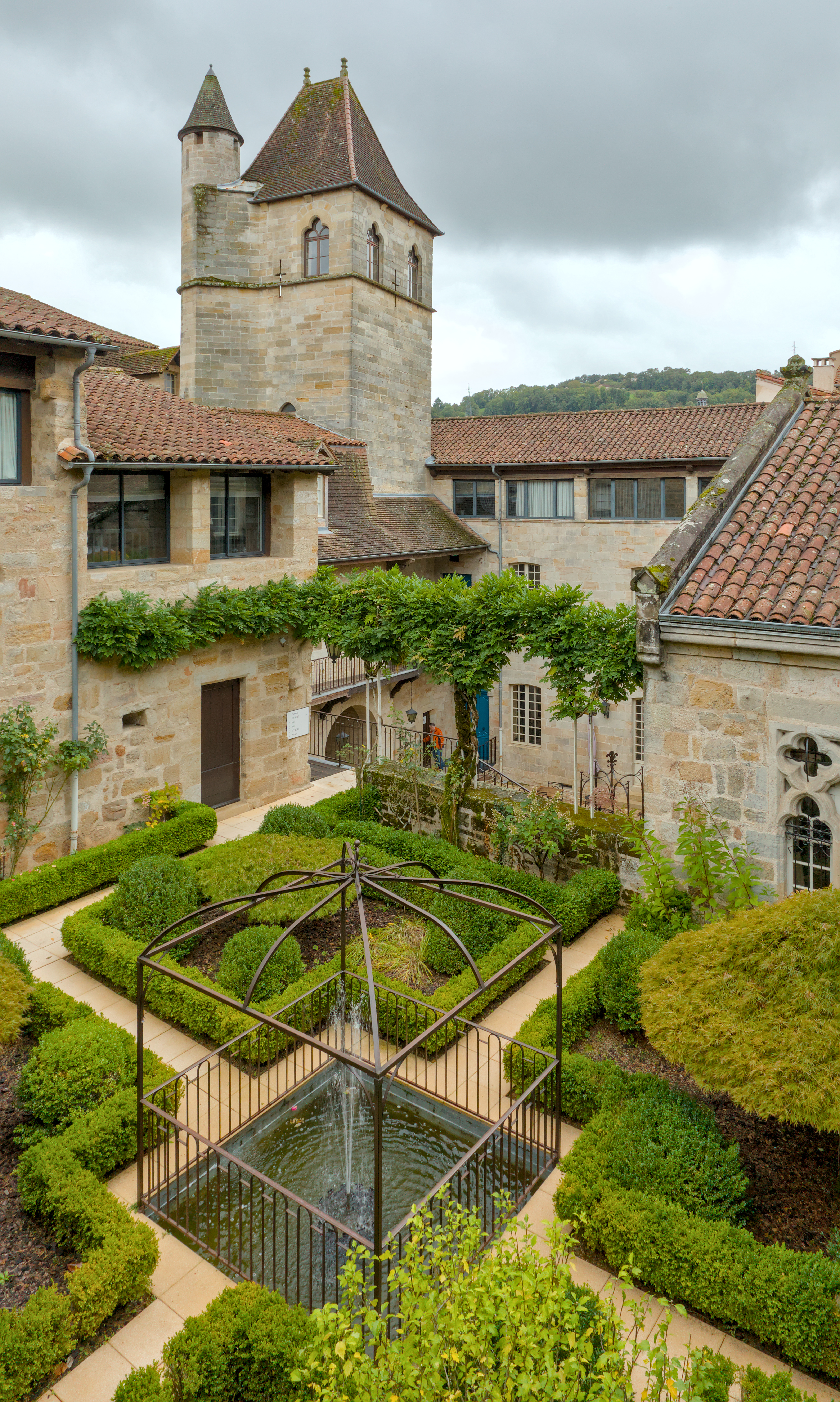
Jardins et tour de l'Hôtel du Viguier.
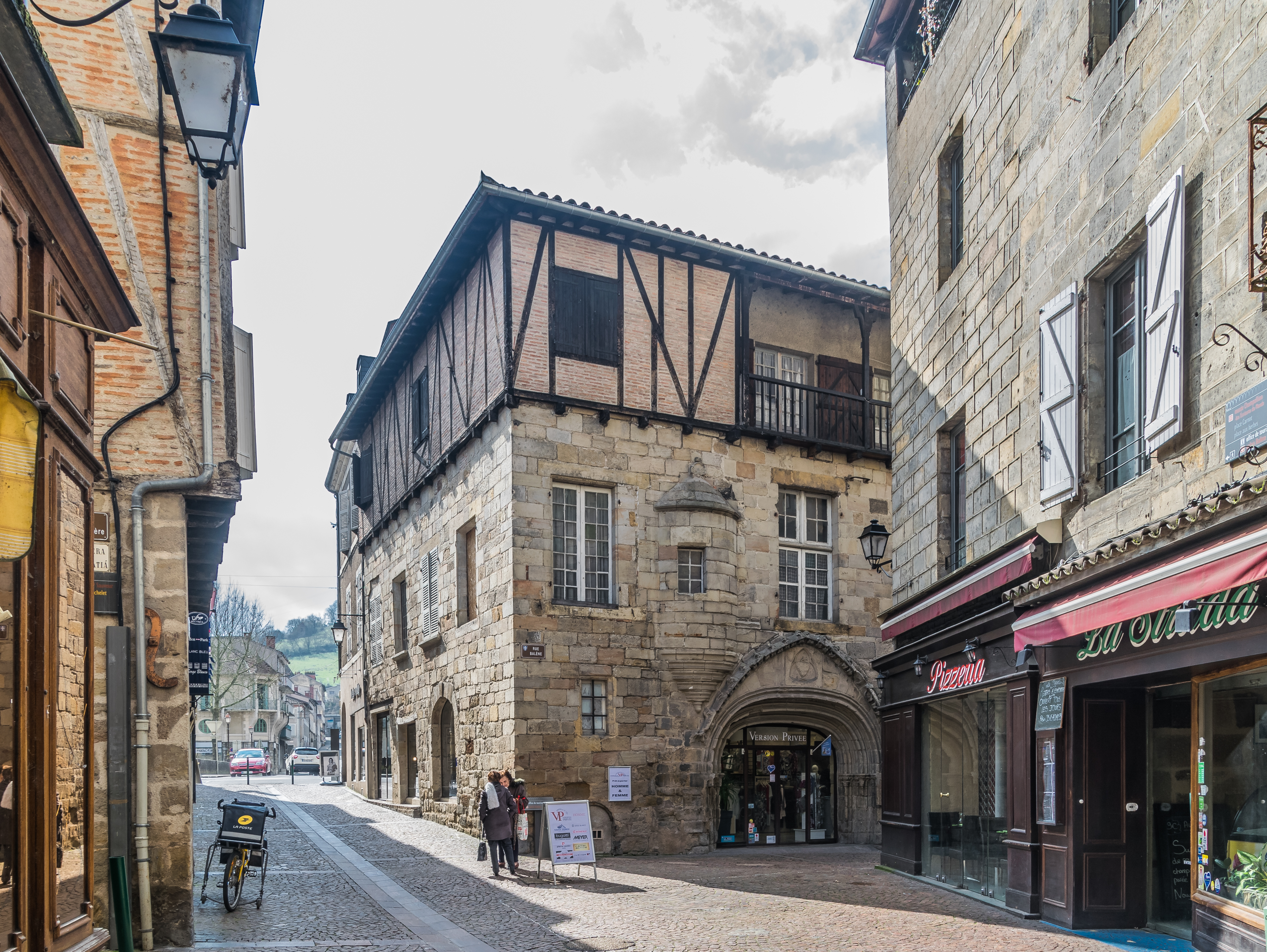
L'Hotel de Viguier d'Auglanat.
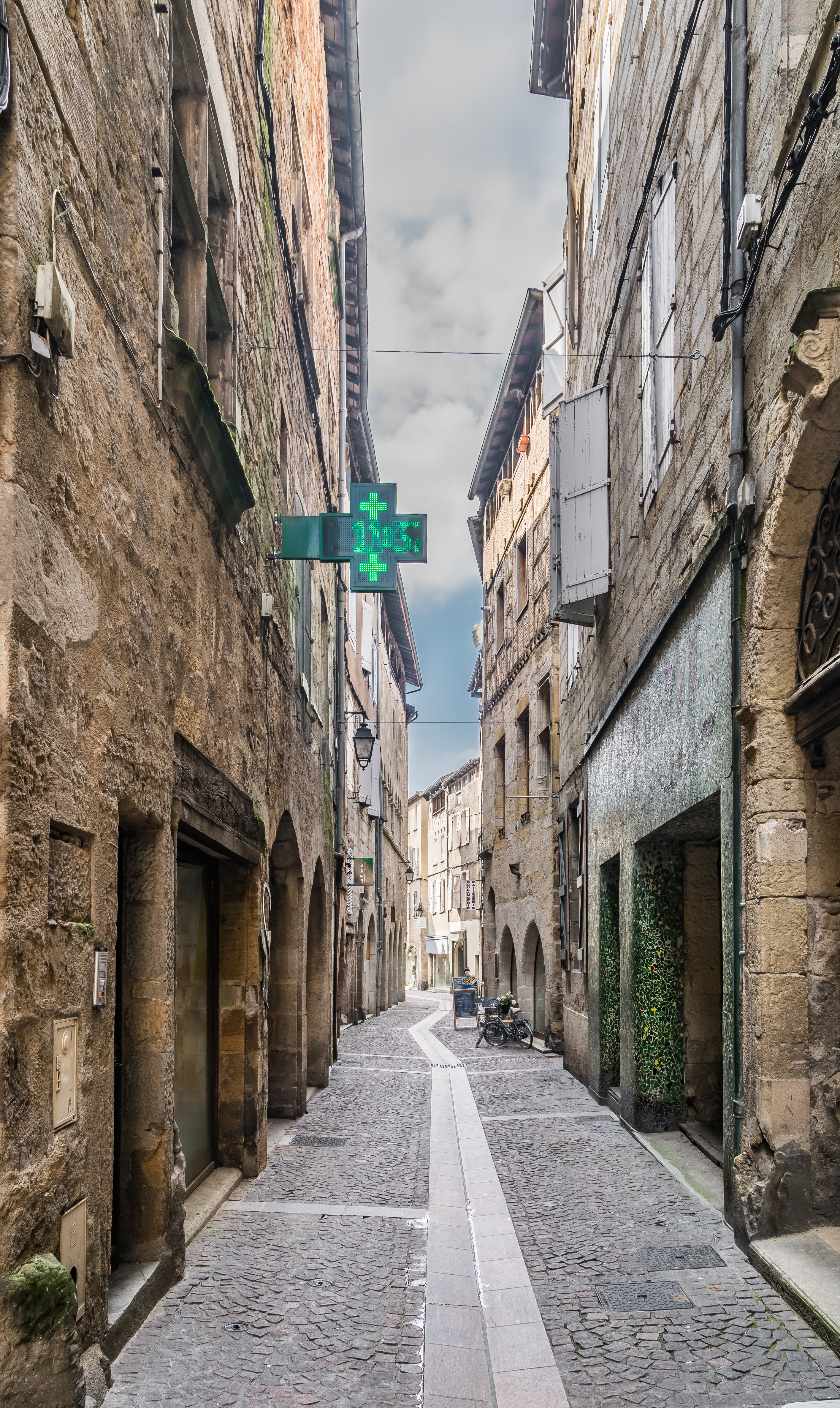
La rue Caviale.
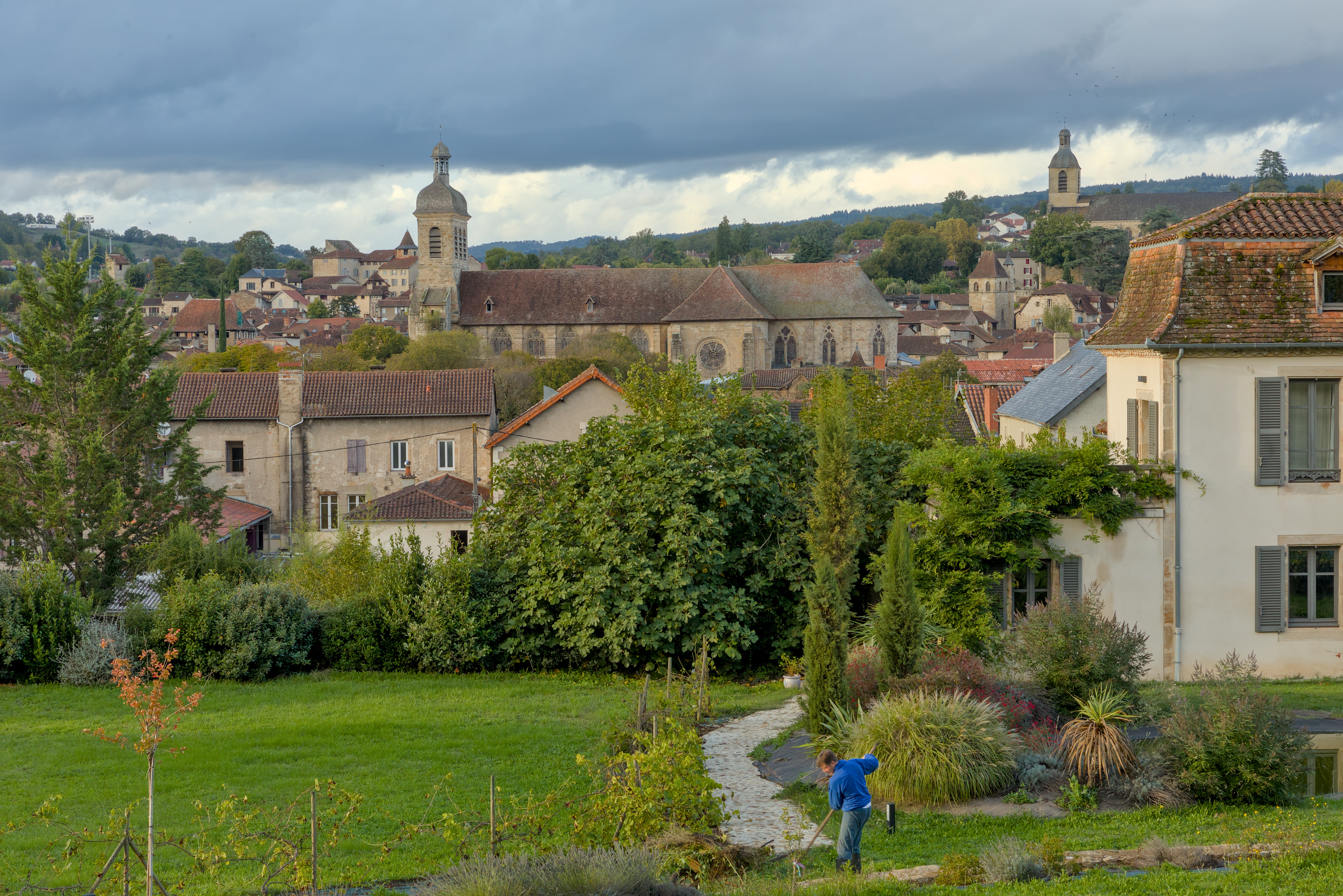
Vue du centre-ville depuis l'avenue des Poilus, au sud de la ville.

### Patrimoine naturel

#### Domaine du Surgié

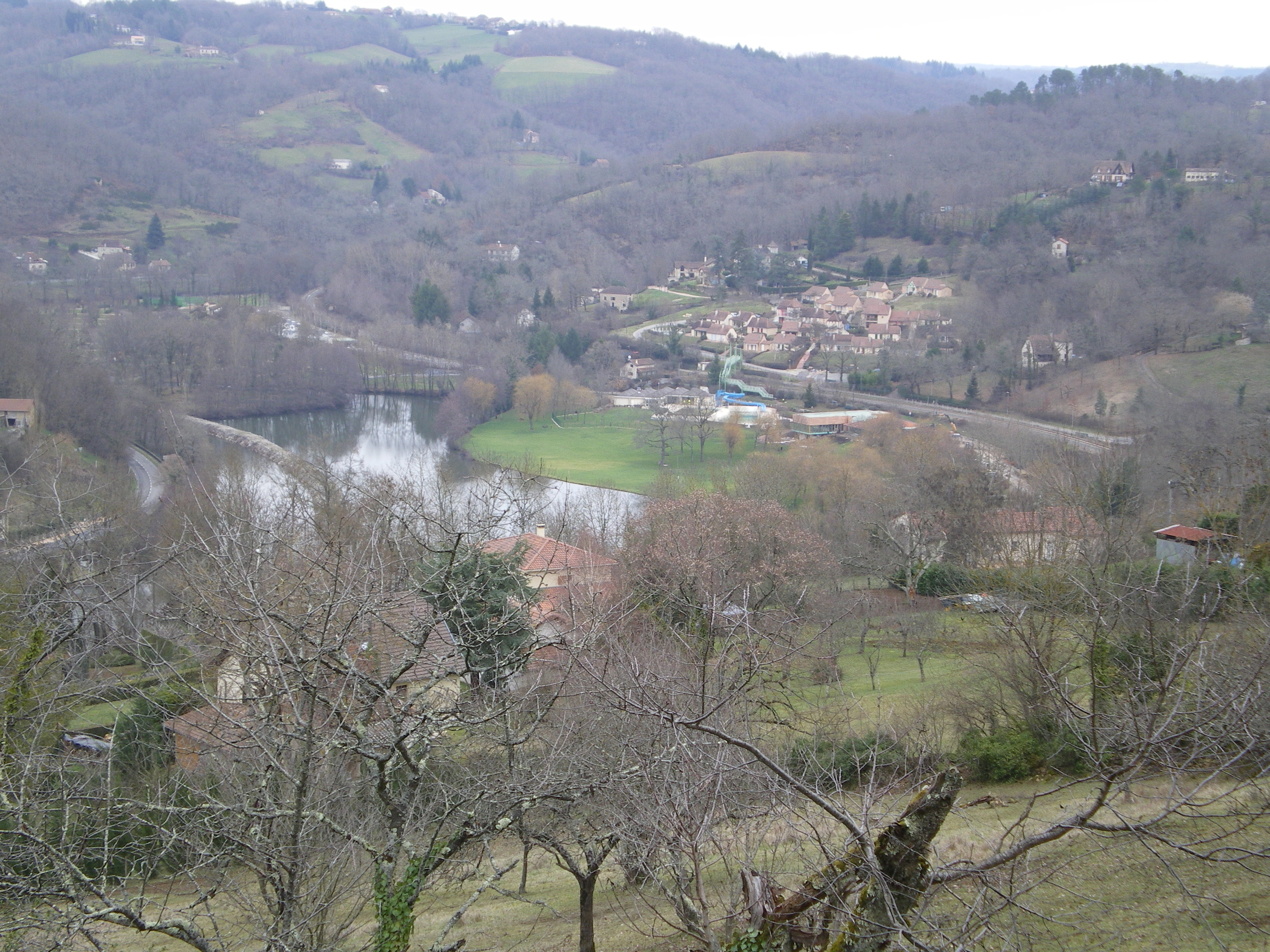
Vue du domaine du Surgié.

Le domaine de Surgié est un village de vacances situé au bord du Célé en amont de Figeac. Composé d'une résidence et d'un camping, il offre de nombreuses activités aquatiques et un parc de loisirs. Le domaine a été restructuré au cours de l'année 2010.
De nombreux problèmes sont apparus dans la zone du Surgié et de son plan d'eau créé dans les années 1980 : risque de rupture du barrage sur le Célé, passe à canoës fermée par mesure de sécurité et développement de cyanobactéries empêchant la baignade. La municipalité a initié en 2020 un projet de restauration du site qui devrait démarrer en 2024. Il prévoit la suppression du barrage et la renaturation du site. Une passerelle reliera le site au centre-ville.

#### Sentiers de grande randonnée
Deux sentiers de grande randonnée passent par Figeac :
- Sentier de grande randonnée GR 6 allant de Sainte-Foy-la-Grande (Gironde) à Saint-Paul-sur-Ubaye (Alpes-de-Haute-Provence).
- Sentier de grande randonnée GR 65 ou Via Podensis, chemin de France du pèlerinage de Saint-Jacques-de-Compostelle, allant du Puy-en-Velay (Haute-Loire) au village basque d'Ostabat (Pyrénées-Atlantiques).

#### Autres
- Figeac est récompensée par trois fleurs au palmarès du concours des villes et villages fleuris[106] ;

### Personnalités liées à la commune
- Bertrand Lagier de Figeac (1320-1392), cardinal, membre de l'ordre des franciscains, né à Figeac.
- Louis Sirieys[107], né à Figeac en 1675, mort à Florence le 6 avril 1762, coutelier puis orfèvre du roi Louis XV, et graveur sur pierre dure officiant à Florence.
- Jean-Joseph Delfau de Pontalba (1708-1760), officier supérieur français, chevalier de l'ordre royal et militaire de Saint-Louis, né à Figeac.
- Jean-Baptiste Brugoux (1753-?), homme politique français, né à Figeac.
- Guillaume-Joseph Boutaric (1756-?), député du tiers état aux états généraux de 1789.
- Jacques-Antoine Delpon (1778-1833), homme de lettres et archéologue.
- Jacques-Joseph Champollion, dit Champollion-Figeac (1778-1867), archéologue français, frère aîné de Jean-François Champollion.
- Joseph Servières (1781-1826), dramaturge français, né à Figeac.
- Jean-François Champollion (1790-1832), égyptologue français, à l'origine du déchiffrement des hiéroglyphes.
- Charles-Pierre Bessières (1792-1854), militaire et homme politique.
- Pierre-Célestin Roux-Lavergne (1802-1874), homme politique français, né à Figeac.
- Joseph-Martial Mouly (1807-1868), missionnaire, évêque en Chine.
- Théodore Ber (1820-1900), est un célèbre archéologue français, né à Figeac.
- Louis Joseph Jean François Isidore de Colomb, (1823, 1902), né à Figeac, général du 15e Corps d'armée, le général Lyautey donna son nom en 1903 à une oasis qui devint un centre important : Colomb-Béchard[108].
- Baptiste Descamps (1834-1898), personnalité de la Commune de Paris, né à Figeac.
- Louis Vival (1847-1906), homme politique français, né à Figeac.
- Edmond Albe (1861-1926), prêtre catholique, chanoine, historien et spéléologue, né à Figeac.
- Victor Delbos (1862-1916), philosophe historien français, né à Figeac.
- Jules Cels (1865-1938), ministre, premier édile d'Agen, conseiller général et député sous la Troisième République, né à Figeac.
- Joseph Loubet (homme politique) (1868-1942), homme politique français, né à Figeac.
- Étienne Becays (1870-1955), homme politique français, né à Figeac.
- Louis-Jean Malvy (1875-1949), homme politique radical, grand-père de Martin Malvy.
- Henri Teyssedou (1889-1967), athlète français, né à Figeac.
- Louis Derthal (1889-1968), de son vrai nom Renée Cottron Ferragu, écrivaine, née à Figeac.
- Charles Boyer (1899-1978), acteur, né à Figeac.
- Lucien Bonnafé (1912-2003), psychiatre désaliéniste, né à Figeac.
- Jean Marcenac (1913-1984), écrivain, poète, journaliste et professeur de philosophie français, né à Figeac.
- Jean Cardonnel (1921-2009), principal défenseur de la théologie de la libération en France, né à Figeac.
- Yvette Frontenac (1925-1998), poète écrivain, a habité Figeac de nombreuses années et y a situé l'action de son roman Rue des Nèfles.
- François Furet (1927-1997), historien.
- Marcel Costes (1935-2013), homme politique et sénateur du Lot, né à Figeac.
- Martin Malvy (1936), président du conseil régional Midi-Pyrénées, ancien ministre et ancien maire de Figeac.
- Jean-Claude Lugan (1939) sociologue et auteur, né à Figeac.
- Pierre Grégory (1945), membre du conseil d'administration des Universités de Paris, représentant du ministère des Finances à la Commission des Dations, vice-chancelier des universités de Paris, président du conseil d'administration de Sorbonne Universités, président du conseil d'administration d'Erasmus France, né à Figeac.
- Michel Roumégoux (1948) homme politique français, né à Figeac.
- Gilles Lades (1949), poète et écrivain français, né à Figeac.
- Daniel Boulpiquante (1950-2017), joueur de rugby à XV, né à Figeac.
- Emmanuel Delmas (1954), évêque d'Angers, né à Figeac.
- Joël Bouzou (1955), champion du monde en 1987 de pentathlon moderne, né à Figeac.
- Claude Lowitz (1962), footballeur professionnel (Paris Saint-Germain, FC Nantes, France olympique, etc..) né à Figeac.
- Jean-Luc Masbou (1963), auteur de bande dessinée français, né à Figeac.
- Christian Bos (1964), est un navigateur et un skipper professionnel français né à Figeac.
- Lolmède (1965), auteur de bandes dessinées, né à Figeac.
- Jean-Christophe Vergne (1965), dessinateur et scénariste de bande dessinée français, né à Figeac.
- Hélène Huart (1965), athlète française, née à Figeac.
- Nico Marlet (1969), animateur chez DreamWorks Animation (Madagascar, Kung Fu Panda, etc..), né à Figeac.
- Aurélien Vernhes-Lermusiaux (1980), réalisateur, né à Figeac.
- Britney Spears (1981), première exposition personnelle de ses toiles[109] (avec son accord), à Figeac.
- Clémence Grimal (1994), snowboardeuse française, née à Figeac.
- Paul Couderc (1996), sportif professionnel de VTT slopestyle et freeride français, réside à Figeac[110].

### Héraldique
| Blason de Figeac | Les armes de Figeac se blasonnent ainsi : d'azur à la croix d'argent |

### Pèlerinage de Compostelle
Figeac a un hôpital Saint-Jacques, inscrit au patrimoine de l'UNESCO.